# Montefortino
Montefortino è un comune italiano di 1 025 abitanti della provincia di Fermo nelle Marche.
Situato alle pendici dei Monti Sibillini, è il secondo comune della provincia per estensione territoriale, preceduto solo dal capoluogo.

## Geografia fisica
Il paese è sito in posizione digradante dal versante sud-occidentale di un colle sulla destra del fiume Tenna. È abbracciato dall'anfiteatro dei Monti Sibillini cui se ne scorgono in ampi panorami i più alti picchi: dal Monte Vettore a sud, al Monte Sibilla, al Monte Priora (tutti superanti i 2000 metri d'altitudine), fino al Monte Amandola e in lontananza verso nord il Pizzo di Meta.

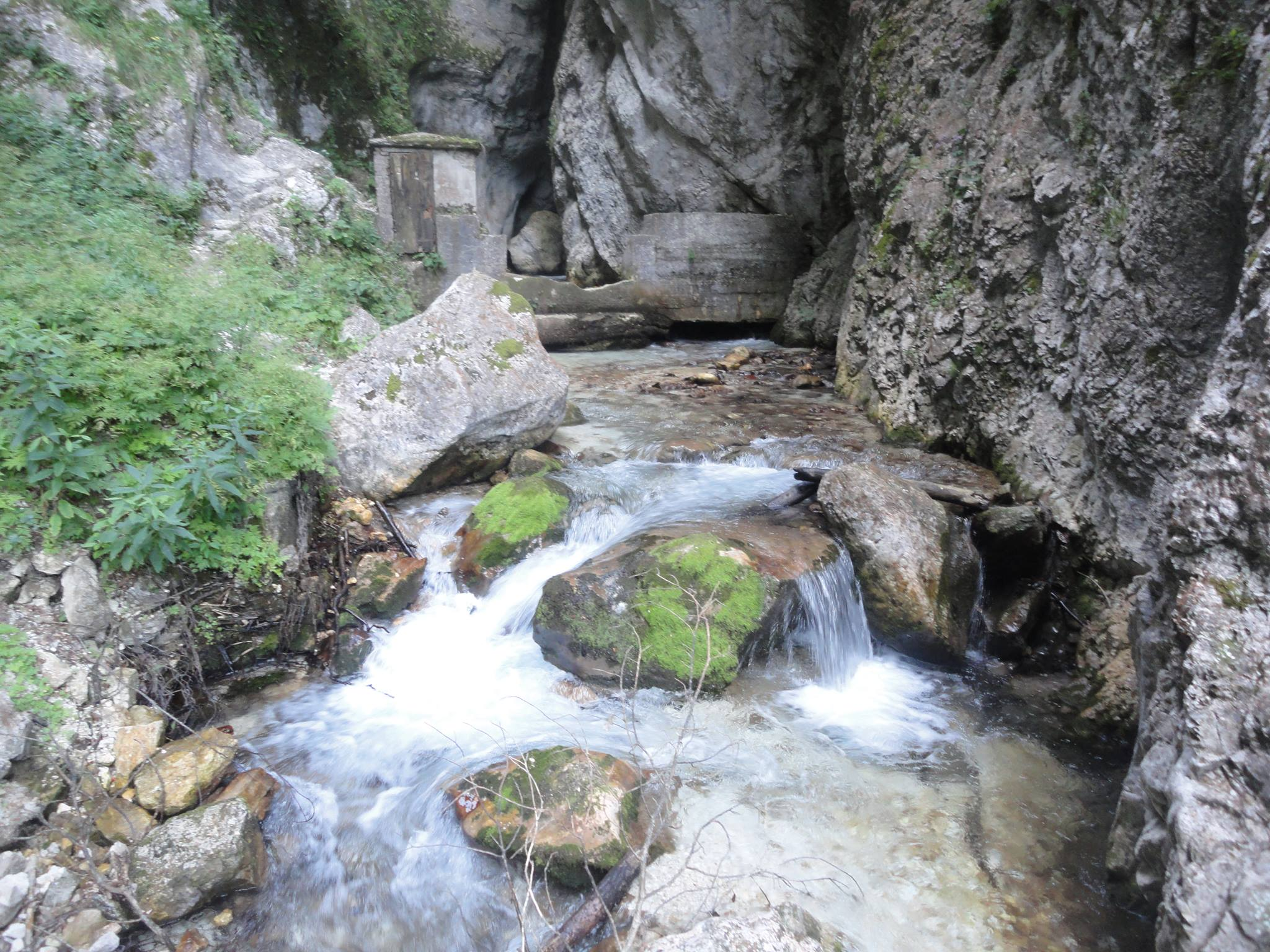
Gola dell'Infernaccio, scavata dal Tenna tra la Priora e la Sibilla

Il territorio comunale è solcato da ovest a nord-est dall'alta valle del fiume Tenna, la cui sorgente è incassata tra le pendici del Monte Priora a nord, del Monte Sibilla a sud, e della cima Cannafusto a ovest. Presso le sorgenti si apre un ampio pascolo che prende il nome di Capotenna o Prati di S.Antonio, in quanto anticamente vi era sito un eremo dedicato al Santo, dal quale passò anche il Guerrin Meschino durante la sua ascesa alla grotta della Sibilla. Da Capotenna, una vallata glaciale sale verso ovest fino a Passo Cattivo (nel comune di Castelsantangelo sul Nera), un ripido valico che separa le vallate del Tenna e del Nera.
Nella prima parte del suo tragitto, il fiume Tenna scava le rocce dei monti Priora e Sibilla, dando vita alle impervie e suggestive pareti rocciose delle Gole dell'Infernaccio. È qui che su di un pianoro abbarbicato sopra alle pareti rocciose delle gole sorge l'eremo di San Leonardo al Volubrio, meta escursionistica molto gettonata per la suggestività del luogo e per la sua facile accessibilità.

Più a valle, presso la località denominata Tre Ponti (nome dovuto alla presenza dei tre corsi d'acqua), il Tenna incontra il torrente Ambro (proveniente da nord) e il torrente Cossudro (proveniente da sud, originato nei pressi di Isola S.Biagio di Montemonaco). Qui veniva prelevata l'acqua minerale commercializzata come "Tinnea". Ricevuti i due affluenti, il Tenna prosegue il suo percorso deviando gradualmente a settentrione, verso il comune di Amandola.

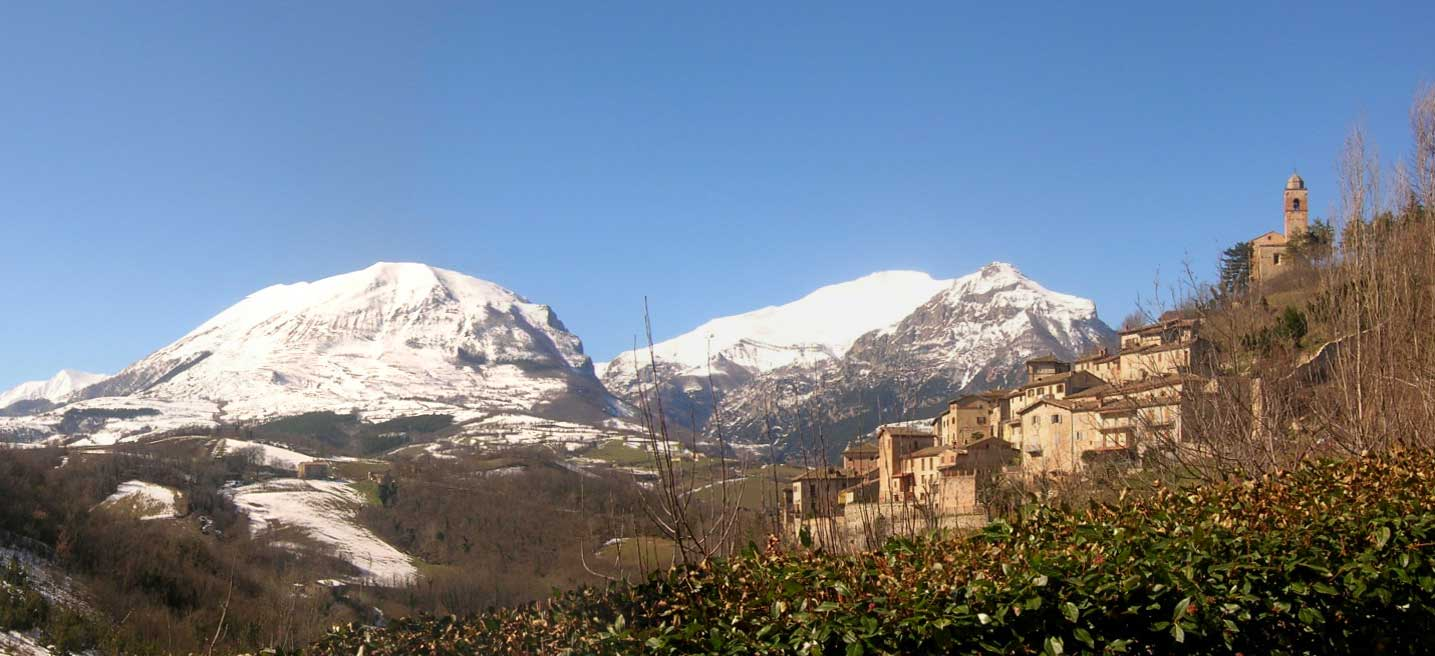
Il borgo di Montefortino sullo sfondo dei monti Sibilla e Priora

Il M. Priora fa da spartiacque tra la vallata del Tenna e quella del torrente Ambro poco più a nord. Similarmente al Tenna, anche l'Ambro scava le proprie gole tra M. Priora e M. Amandola, parallele a quelle dell'Infernaccio, e denominate per analogia Infernaccetto. Lungo il corso del torrente sorge il Santuario della Madonna dell'Ambro, luogo di culto dell'XI secolo, sovrastato a sud da M. Pizzo (propaggine orientale del M.Priora), e a nord dall'alta scogliera di Balzo Rosso, un impervio dirupo sul versante meridionale del M.Amandola.
A est, più lontano dalle montagne, il territorio fortinese è attraversato da sud verso nord dal torrente Vetremastro, affluente destro del Tenna nel comune di Amandola, originato presso la frazione Ferrà di Montemonaco. Il torrente separa il paese di Montefortino dalla zona del Consilvano, dove è sita la frazione di S.Lucia, verso la vicina Comunanza. Tutto il resto del comune è un susseguirsi di colline solcate da molteplici ruscelli e torrenti tra i quali vanno menzionati il Fosso Rio, nella zona tra il Monte Oto e la frazione Pretattoni, e il Fosso del Corvo (Rio Curvo secondo le fonti storiche) nel Consilvano.
Tra i colli principali: Colmartese (sulla sponda sinistra dell'Ambro), Monte Oto (che sovrasta il capoluogo a est) e il vicino Montespino (sul quale sorge la pievania di S. Michele Arcangelo, la più antica chiesa del territorio), il complesso del Consilvano (tra le frazioni di Baldoni, S.Lucia, Teglia, Montatteglia, Collina, Serra, Lontignano).
La punta meridionale del territorio (frazione di Arato) tocca una parte del Lago di Gerosa, bacino artificiale alimentato dal fiume Aso. Parte delle acque che alimentano la centrare idroelettrica di Gerosa provenivano da un laghetto artificiale situato a cavallo tra le vallate dell'Aso e del torrente Vetremastro (approssimativamente tra le frazioni di Arato e Poggio di Pietra di Montemonaco). Il laghetto, attualmente fuori funzione, viene chiamato comunemente "il bacile".

## Storia

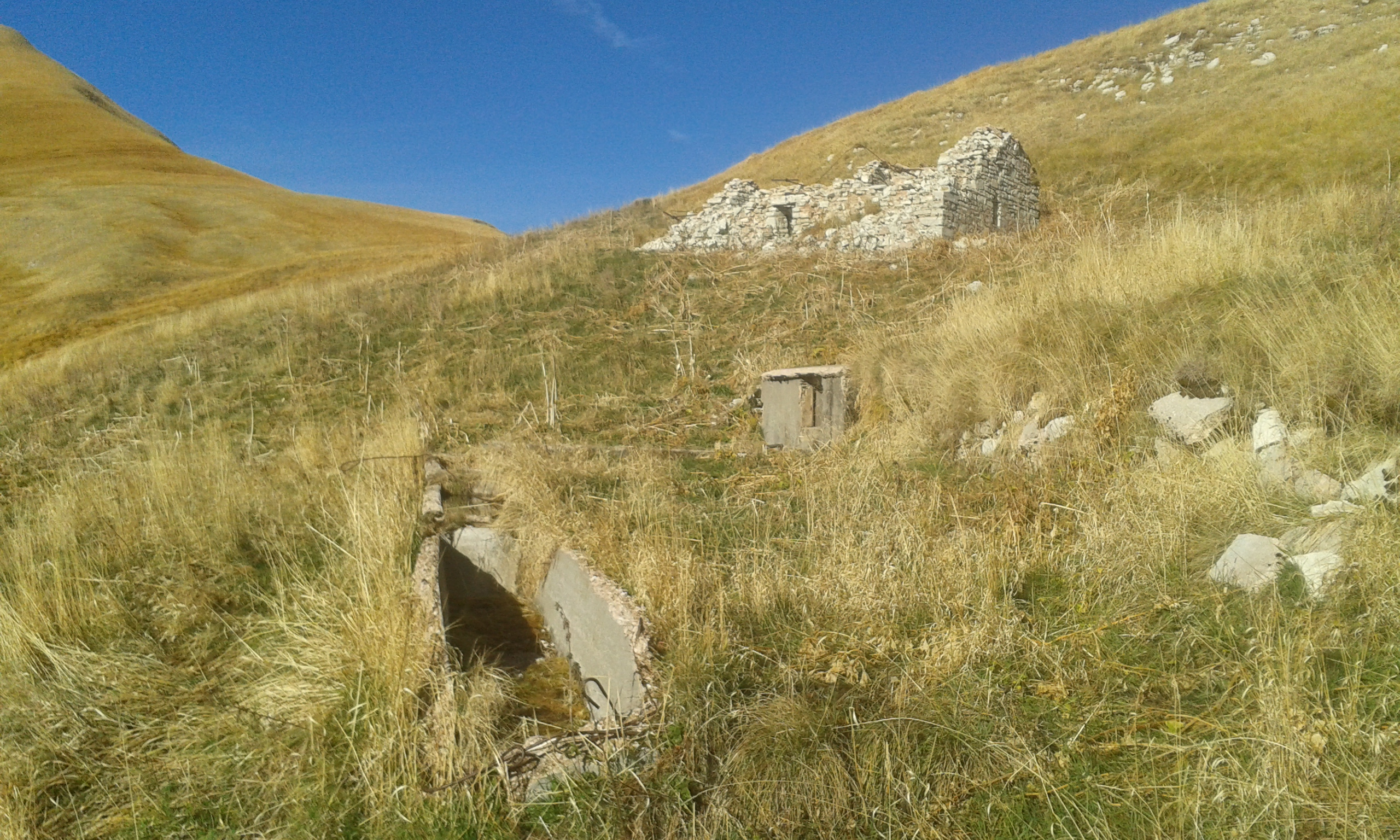
Ruderi del casale delle Murelle, sul Monte Priora (M.Pizzo). La presenza di innumerevoli casali presenti sui pascoli e nelle valli dei Monti Sibillini testimonia il forte legame dei luoghi e della popolazione alla tradizione pastorizia.

I riferimenti storici fanno risalire i primi insediamenti al periodo dell'Impero di Augusto (29 a.C. – 19 d.C.), quando il territorio di Montefortino viene centuriato ed assegnato ai soldati romani come residenza di fine carriera. Alcuni toponimi della zona testimoniano la presenza del culto pagano di Marte, dio della guerra, quali: Colmartese, Santa Maria de Marte, San Giovanni de Marte, Campo d'Arte (derivato da "Campo Marte"), dislocati nell'area denominata appunto Fundum Martis.
L'origine romana si desume da un'antica incisione lapidare, oggi andata perduta, che recitava: "C.LUCIO ROSCIO Q:F:PATRONO ET RESTAURAT FORTINI". L’umanista Palmieri (1650) asserisce che la Casa Roscia, insigne famiglia fortinese, fosse una delle tante famiglie consolari inviate nel Piceno ai tempi di Pompeo, facendo così risalire a quell'epoca la fondazione di Montefortino.
Tra il VI e l'VIII secolo fa parte dei territori longobardi ed a questo periodo risale la costruzione della pieve di Sant'Angelo in Montespino, baluardo dei monaci farfensi nel X e XI secolo. All'inizio dell'XI secolo invece risale la costruzione della chiesa di Santa Maria in Amaro, trasformata nel seicento nel santuario della Madonna dell'Ambro a seguito del miracolo dell'apparizione della Madonna ad una pastorella muta dalla nascita, che riacquistò la parola.
La costruzione del borgo fortificato sulla dorsale di un colle sulla riva destra del Tenna risale, invece, al XII secolo.
Del 1066 è documentata una battaglia per il controllo dei pascoli montani contro il comune di Visso, combattutasi a Capotenna. In onore della vittoria i fortinesi scolpirono una statua di fico dedicata a Sant'Antonio, la quale fu posta presso l'allora esistente eremo intitolato al Santo, situato proprio a Capotenna, presumibilmente dove si trova attualmente il Casale Rosi.
Diventa libero comune nel 1084 con un proprio statuto, modificato nel 1126. Il periodo comunale vede Montefortino schierato con il castello di Monte Passillo (l'attuale Comunanza), in contrapposizione alle vicine Amandola, Montemonaco e Visso, lotte al termine delle quali nel 1265 venne costruita la Chiesa della Madonna della Pace.
Dopo essere stato possedimento di Fermo, Montefortino passò sotto Camerino nella prima metà del Quattrocento e poi nella Signoria degli Sforza. Nel 1586 venne incorporata nel Presidiato di Montalto dello Stato Pontificio e nel 1860 votò per il passaggio dalla Diocesi di Fermo dello Stato Pontificio al Regno d'Italia.

## Monumenti e luoghi d'interesse

### Edifici e luoghi di interesse nel Capoluogo
Il paese è tutto costituito di antiche case in pietra e cotto che gli donano un carattere medievale assai suggestivo. Del borgo fortificato sono rimaste la porta di Santa Lucia, la porta San Biagio (o Portarella) e la porta di Valle (o di Vetice). Queste porte immettono in una serie di vicoli che portano in piazza Re Umberto I, caratterizzata da un'ampia vista panoramica sui Monti Sibillini.

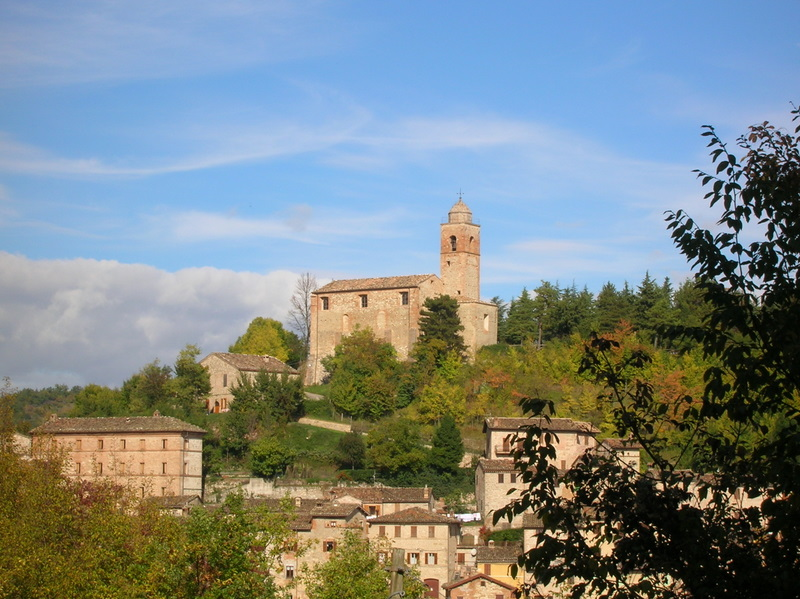
La chiesa di San Francesco, o Santa Maria del Girone, sovrasta il centro abitato di Montefortino

- Chiesa di San Francesco (o Santa Maria del Girone), sorge dal 1549 nella parte più alta dell'abitato e conserva al suo interno una "Madonna del Rosario" di Simone De Magistris. Il convento e il chiostro sono andati perduti nel corso del XX secolo a causa dell'incuria. Al posto dell'attuale chiesa sorgeva un tempo una struttura fortificata, presso la quale usavano stabilire la propria dimora i tiranni che di volta in volta nel corso della storia hanno assoggettato Montefortino. Per tale motivo, la rocca (insieme a gran parte delle mura di cinta) venne abbattuta dagli abitanti stessi nel 1442.
- Chiesa di Sant'Agostino, del XIII-XIV secolo. Un tempo annessa ad un antico convento dei frati agostiniani (di cui oggi rimangono solo i resti del porticato con archi a tutto sesto), si trova al lato nord-occidentale della cittadina, lungo la strada che da largo della Pieve sale verso il Girone in prossimità della chiesa di San Francesco (via dell'Ospedale, via dei Frati).
- Chiesa di San Michele Arcangelo (o Santa Maria Nuova), è l'attuale pieve e unica chiesa utilizzata nel centro storico del paese. La chiesa venne edificata nel 1444 in seguito allo smantellamento della rocca. In quegli anni vi fu poi trasferita la pievania, precedentemente stanziata nella chiesa di Sant'Angelo in Montespino. L'edificio attuale è stato costruito nella seconda metà del XIX secolo in sostituzione del precedente che si trova a pochi metri di distanza ed è stato convertito in abitazione privata.
- Chiesa della Madonna delle Grazie o Madonna del Fonte, del XVI-XVII secolo. Chiesetta barocca situata fuori dalle mura di cinta, presso gli attuali giardini pubblici.
- Chiesa di Sant'Andrea. Addossata alle mura di cinta vicino alla Porta di Valle è attualmente sconsacrata e adibita a centro congressi. Da luglio 2019, viene utilizzata anche come chiesa in quanto le altre sono state rovinate dai terremoti del 2016.

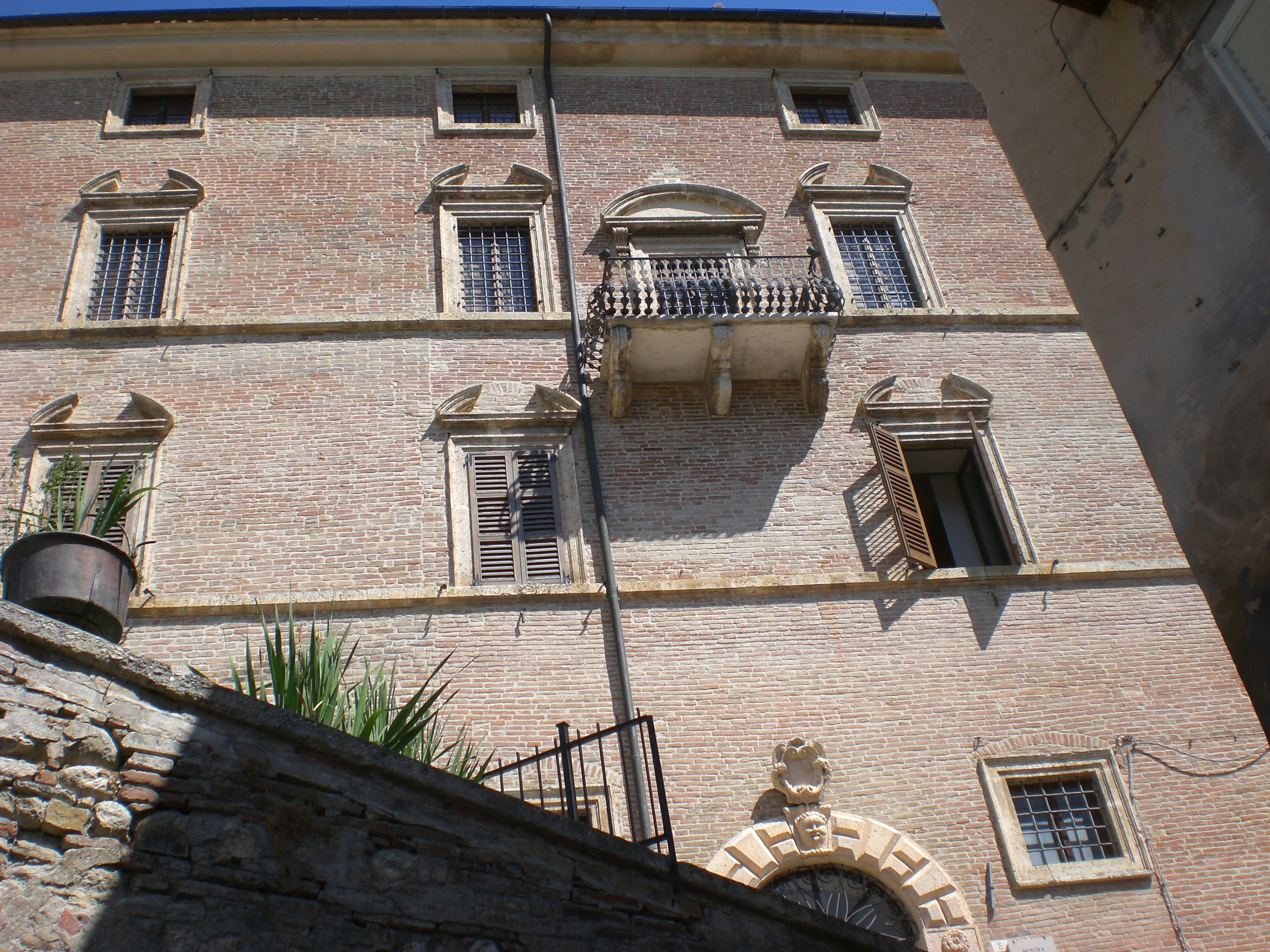
Palazzo Leopardi

- Palazzo Leopardi. Il maestoso palazzo cinquecentesco è sede dal 1996 della Pinacoteca civica Fortunato Duranti, che deve il nome al pittore locale (1797-1863) e collezionista di opere d'arte che provvide a donare al Comune. Fra i tesori conservatisi spiccano il tondo raffigurante il Cristo della Passione del Perugino, proveniente dalla chiesa di San Biagio, la Santa Caterina di Antoniazzo Romano, tre preziose tavole di Pietro Alemanno e una croce veneta del XV secolo.
- Tempietto dell'Orologio, singolare costruzione del XVI secolo. La facciata è stata disegnata da Fortunato Duranti, il quale abitò l'edificio durante gli ultimi anni della sua vita, e fu in seguito realizzata postuma.

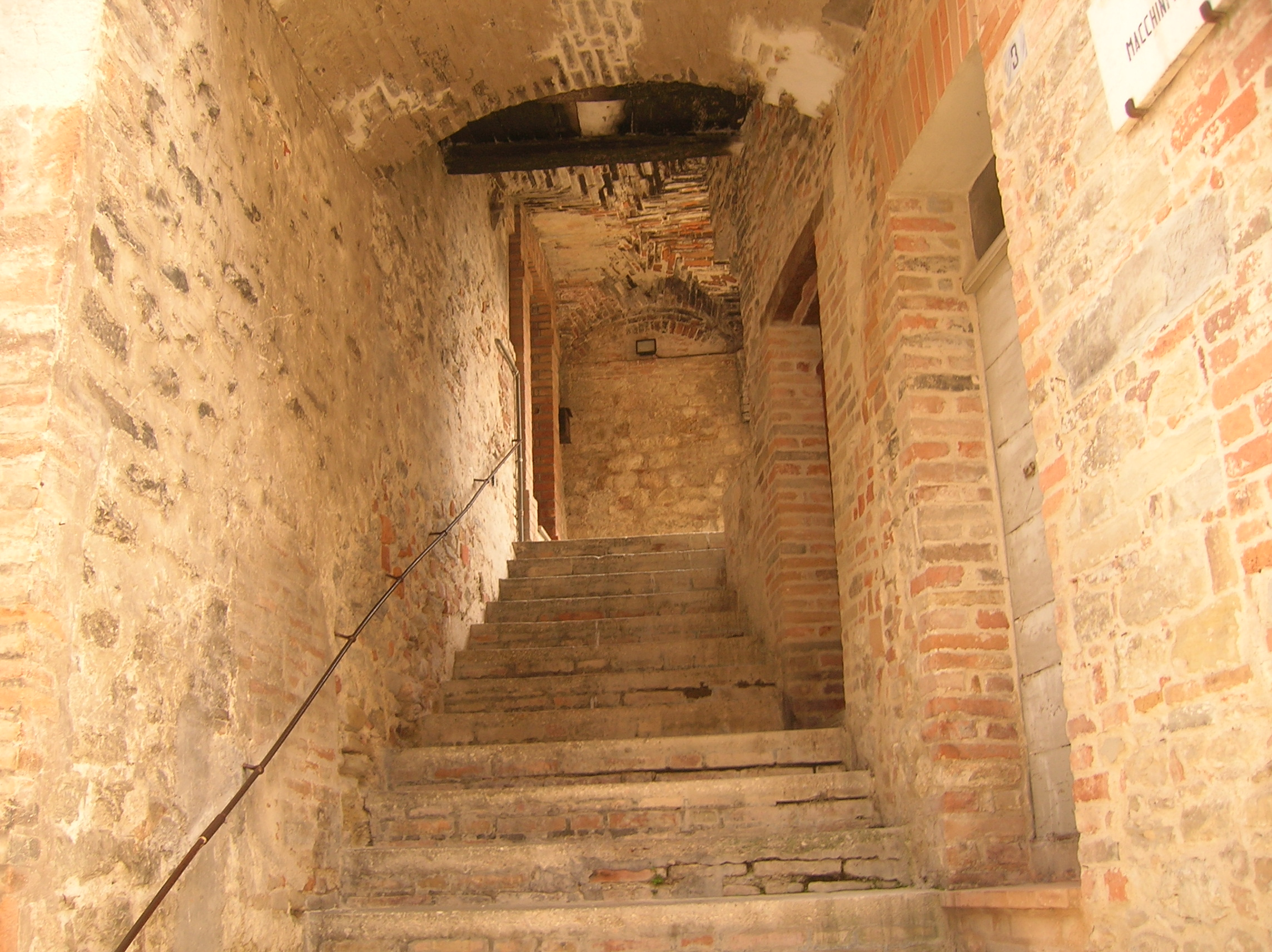
Vicolo del centro storico

- Palazzi storici appartenuti alle famiglie nobiliari fortinesi: Palazzo Papiri (detto "il Girone"), Palazzo Spagnoli, Palazzo (conosciuto come "Asilo Vecchio"), Palazzo Amorosi
- Vecchio ospedale (precedentemente sede municipale)

Oltre alle chiese attualmente esistenti ve ne erano nel centro storico altre due, ora trasformate completamente in abitazioni:
- la chiesa di Santa Lucia, presso l'omonima porta.
- la chiesa di San Biagio, di fronte al Palazzo Leopardi; nella quale, in seguito a recenti lavori di ristrutturazione, è stato rinvenuto un affresco sotto l'intonaco del muro. La chiesa era addossata alle mura di cinta, vicino alla Portarella, e osservandone il muro esterno è possibile scorgere alcuni merli inglobati nella muratura. In tempi recenti la chiesa è stata farmacia, ufficio postale, sede della Casa del Parco, e oggi una delle due sedi congressi comunale. Oggi viene chiamata col nome "Cenacolo San Biagio".

### Edifici e luoghi di interesse nel territorio

#### Chiese isolate
- Santuario della Madonna dell'Ambro. Luogo di culto mariano di fondamentale importanza nelle Marche (secondo solo al Santuario di Loreto) sorge lungo la valle del torrente Ambro, dove intorno all'XI secolo venne edificata la prima chiesa dedicata alla Madonna, come vuole la tradizione, in seguito ad una apparizione della Vergine ad una pastorella del luogo, che cieca riacquistò la vista.

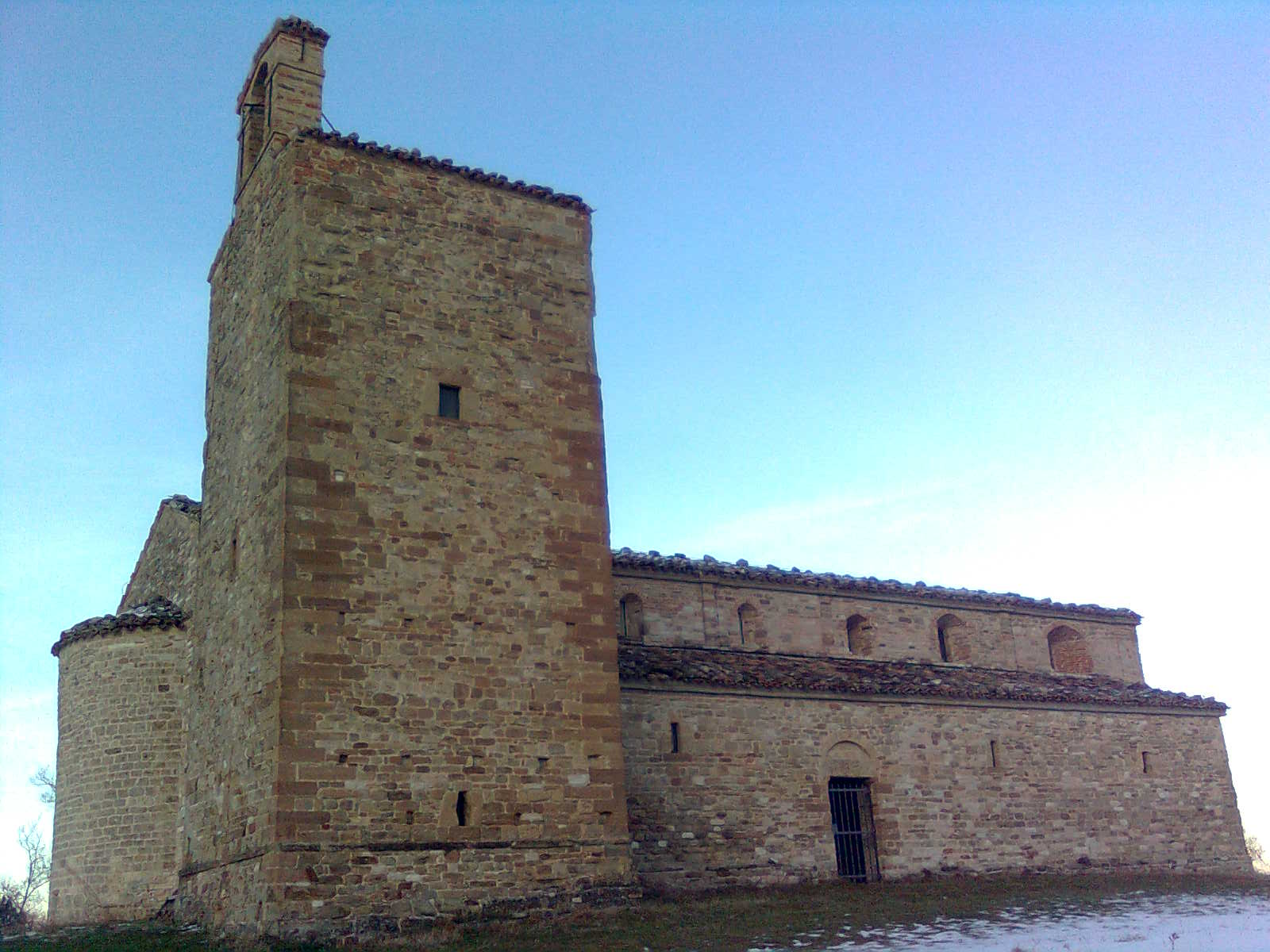
Chiesa di Sant'Angelo in Montespino

- Chiesa di Sant'Angelo in MontespinoChiesa di Sant'Angelo in Montespino. La struttura originale della chiesa viene fatta risalire al VI secolo, durante il periodo longobardo, ed è stata edificata su un preesistente tempio pagano, come testimoniato dalle colonne della cripta. La struttura è stata ampliata in seguito nell'XI secolo per poi raggiungere nel 1604 la forma attuale. La chiesa, facilmente raggiungibile dalla frazione di Cerretana, torreggia sul colle del Montespino (spartiacque tra i torrenti Cossudro a ovest e Vetremastro a est) ed è un importante punto di riferimento in quanto visibile praticamente da tutto il territorio comunale. Dedicata a San Michele Arcangelo, ospitava originariamente la pievania di Montefortino, e rimase il centro religioso dell'area fino al 1444, quando il pievano trasferì la sua residenza presso il centro comunale.
- Eremo di San Leonardo del Volubrio. Abbarbicata sulle pareti rocciose delle Gole dell'Infernaccio sorge la chiesa di San Leonardo, un tempo parte di una realtà sociale molto più articolata di cui oggi resta solo una chiesa isolata, ristrutturata a partire dagli anni 70 da Padre Pietro. Nel bosco sottostante la chiesa, leggermente scostate dal sentiero, sono ancora visibili i resti delle fonti annesse all'eremo.
- Chiesa della Madonna della Menderella (o Mennerella), chiesetta romanica rurale situata lungo la strada che collega Collina e S.Lucia

#### Chiese delle frazioni
- Chiesa della Madonna della Pace in località Tre Ponti
- Chiesa di San Niccolò da Bari di Vetice (XIX secolo)

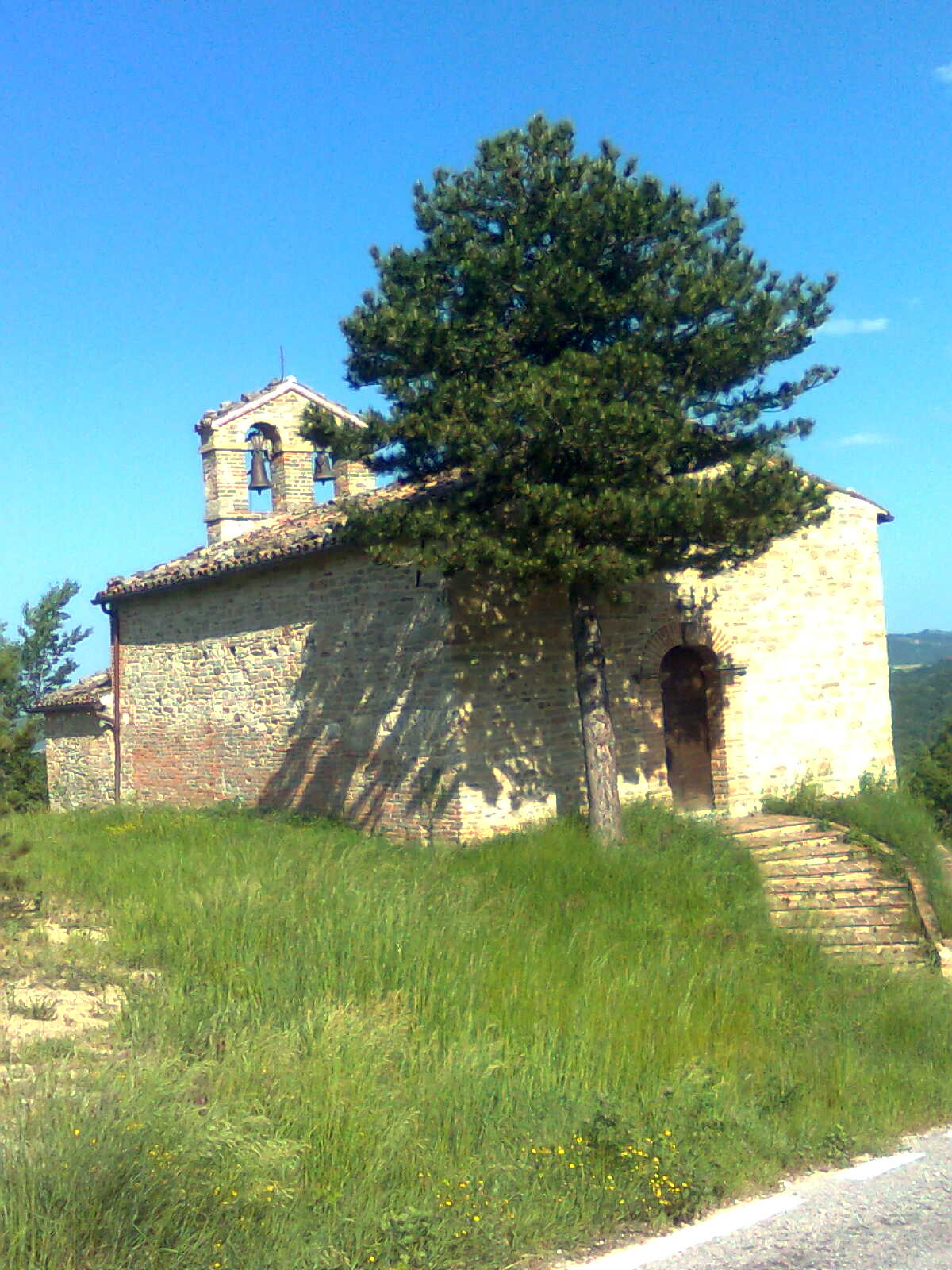
Chiesa di san Pietro in Rovitolo

- Chiesa di San Pietro in Rovitolo (XII secolo)
- Chiesa di San Giovanni di Piedivalle (XIX secolo)
- Chiesa di Santa Maria degli Angeli di Valle (XIII secolo). Custodisce al suo interno un altare ligneo policromo del XVII secolo. La chiesa venne ricostruita intorno al 1439 e nel 1773 venne aggiunta la torre campanaria[11].
- Chiesa della Divina Pastora di Cerretana (XVIII secolo)
- Chiesa di Maria Santissima della Natività di Sossasso. Edificata nel 1893 e di proprietà della famiglia Serafini, come da iscrizione posta sulla pensilina d’ingresso[12].
- Chiesa di Santa Croce di Rubbiano. La chiesa risale solo al XVIII secolo, in quanto originariamente la frazione era dotata di un’altra chiesa ubicata alle pendici della montagna ma che venne poi abbandonata, forse a causa della lontananza dal paese e difficilmente raggiungibile durante il periodo invernale[13].
- Chiesa di Santa Maria in Bussonico
- Chiesa della Madonna della Cerqua (località Cese)
- Chiesa di Santa Lucia in Consilvano
- Chiesa di San Giuseppe a Poggio (attualmente ridotta a magazzino)
- Chiesa di San Sebastiano ad Arato
- Chiesa della Madonna del Carmine a Regattola
- Chiesa dell'Immacolata Concezione a Ripavecchia
- Chiesa di Santa Maria del Giglio a Serra
- Chiesa della Madonna del Soccorso a Baldoni
- Chiesa di Sant'Antonio da Padova a Pretattoni

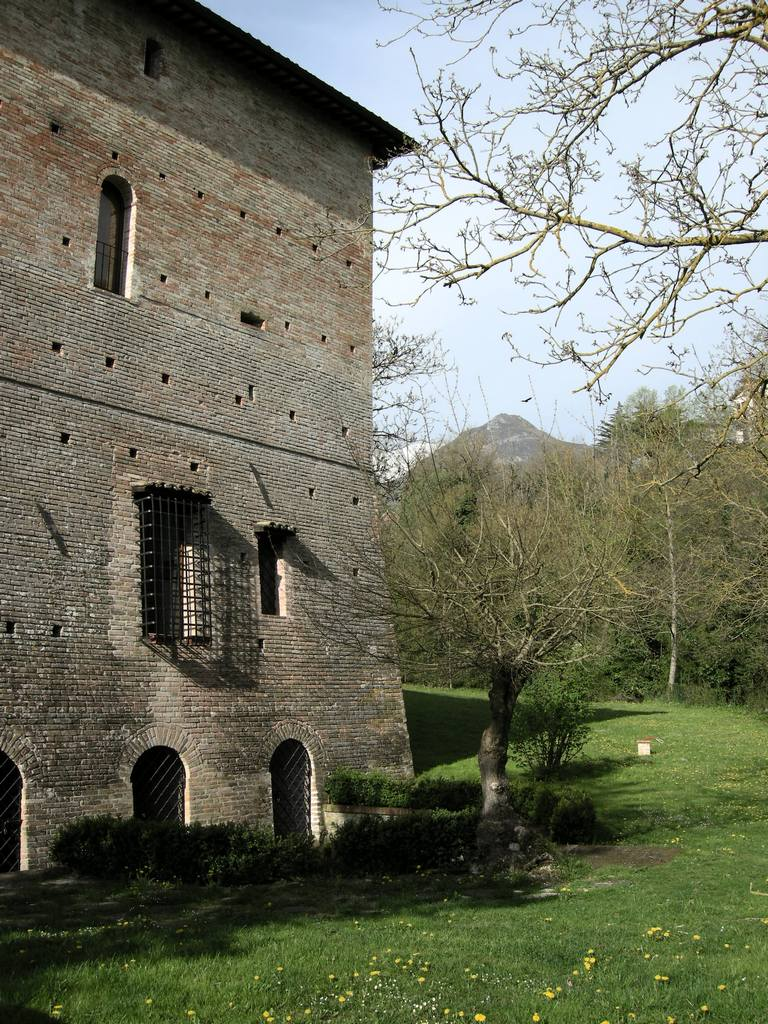
Mulino fortificato sul fiume Tenna, un esempio di Casa Torre

#### Case Torri
In località Tre Ponti sorgono alcuni edifici risalenti al XVI secolo, tutti simili tra loro, noti come Case Torri. L'alta struttura ad ampia base quadrata e le feritoie lasciano intendere che si trattasse di strutture difensive fortificate: queste sorgono infatti presso un crocevia dal quale si dipanano le antiche strade che da Montefortino conducevano a Vetice, Valle, Amandola, Montemonaco. In seguito al terremoto del novembre 2016, la torre situata presso il bivio di Colmartese e Rovitolo, già in stato di abbandono, ha subito un grave danno a seguito del crollo di uno degli angoli.
Tra le case torri va annoverato l'antico mulino fortificato sul fiume Tenna, oggi adattato ad agriturismo, il quale mantiene una macina ancora funzionante e sfrutta l'acqua del fiume per alimentare anche una turbina idroelettrica. Dietro al mulino fortificato sono visibili tracce di un antico ponte in pietra sul Tenna, attualmente rimpiazzato da una passerella.

#### Siti montani di interesse storico-culturale
Gran parte del territorio comunale di Montefortino si estende sulle montagne, un tempo centro dell'economia di una società basata su agricoltura, selvicoltura e pastorizia: ne danno testimonianza gli innumerevoli resti, più o meno conservati, di casali di montagna, ricoveri per il bestiame ed edifici vari sparsi per l'area montana. Spesso questi siti sono edificati o allestiti in luoghi impervi e fuori mano, decisamente anticonvenzionali per la società odierna.
- "Le Case" (presso la località tradizionalmente chiamata "Lu Pià"): il toponimo indica un gruppo di piccole abitazioni in pietra costruite lungo la strada di montagna che da Vetice risale la valle dell'Ambro verso le sorgenti. Le casette erano utilizzate dai pastori del luogo, i quali vi si trasferivano periodicamente per avvicinarsi con il bestiame ai pascoli di montagna. Alcuni abitanti di Vetice ricordano di aver abitato le casette durante gli anni 50 o 60 del secolo scorso. Attualmente rimangono solo i muri perimetrali di alcuni edifici, mentre i tetti, che erano rivestiti di scaglie di roccia, sono andati distrutti col tempo.

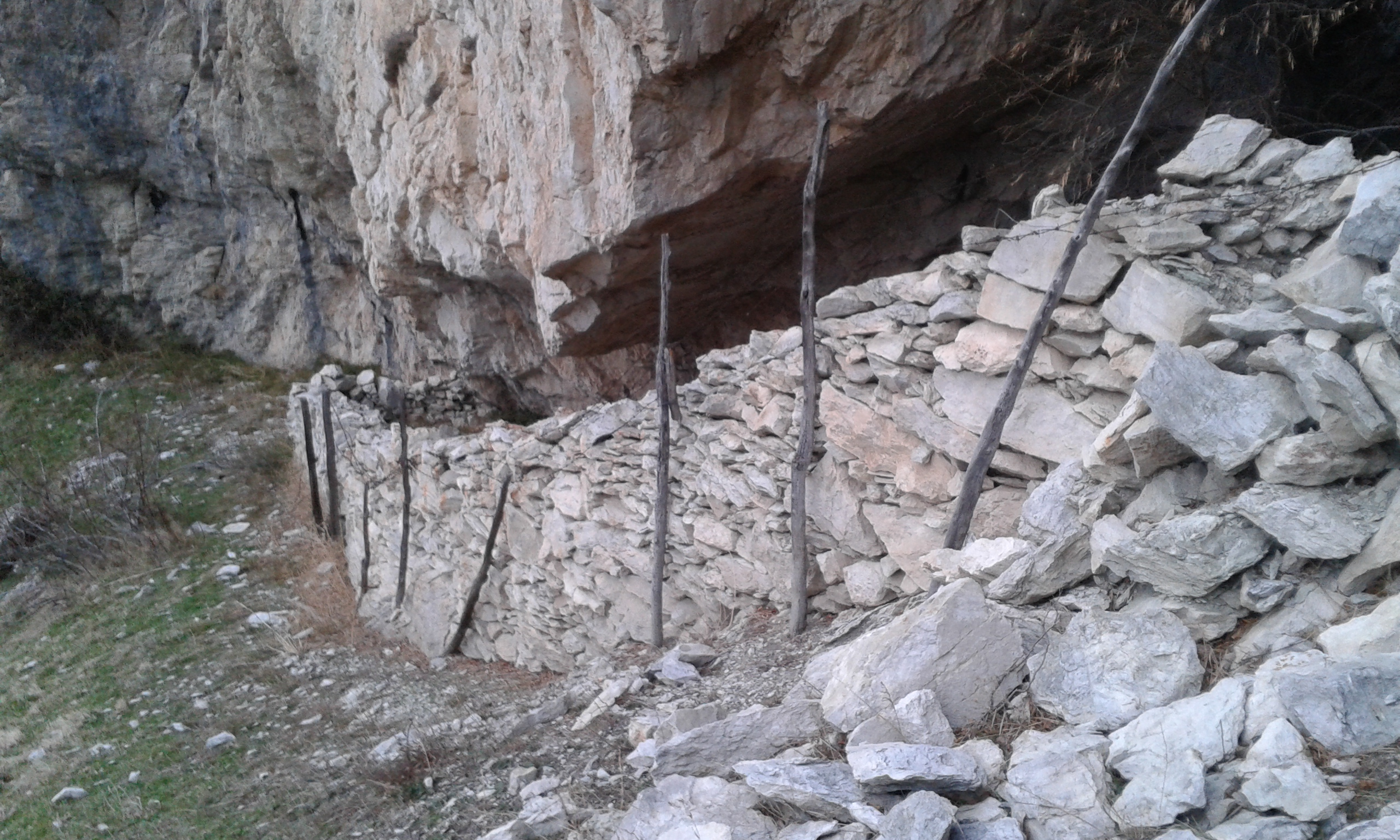
Rotte delle Capre presso Balzo Rosso

- Casali di alta montagna. Tutto il territorio montano è disseminato di casali, un tempo rifugio per i pastori e il bestiame. Oggi quasi completamente abbandonati, molti sono ridotti in rovina, altri di recente ristrutturazione sono invece ancora praticabili. Tra i casali principali ancora esistenti si possono annoverare: i Casali della Priora, i casali delle Murelle, dei Grottoni, dei Pantanelli (quasi completamente distrutti), il casale della Rota; presso Capotenna: casale Rosi, casale Ceresa, casali di Lanza (abbarbicati sul versante della Sibilla); i casali dell'alta valle dell'Ambro, alle pendici di Castel Manardo, tutti di recentemente ristrutturazione: casale Ricci, Ara del Re, casale Rinaldi, casale dell'Acqua del Faggio; il casale del Pià da Sò, sopra Vetice, anche questo in buono stato.
- Resti di antichi ricoveri per il bestiame ricavati all'interno di cenge e anfratti naturali si trovano dietro Balzo Rosso (Rótte delle Capre, edificata tra gli anni 50 e 60, ma presto abbandonata); sulle pareti rocciose sopra la Valleria (Fonte Palù) e tra le rocce nel bosco sottostante; tra le pareti del Colle della Roscia, affacciate sul Tenna in prossimità di Vetice (La Rótte); presso l'Infernaccio lungo il sentiero in prossimità del punto più stretto delle gole, e in cima al canalone presso le Pisciarelle. Altri siti simili si trovano tra le pareti scoscese di Monte Pizzo, nella zona dove un tempo passava l'antica strada di S.Leonardo: A de Sotto, rotte Cante', rotte della Valle, rotte Cimì.

#### Altri edifici e luoghi di interesse storico-culturale
- La Roccaccia: antica torre situata sotto la frazione di Vetice, oggi ristruttura e mantenuta da un proprietario privato
- Il Palazzetto (Oratorio di S.Romualdo) in località Vetice. Fino al XVI secolo fu residenza invernale degli eremiti di San Leonardo, che scendevano a Vetice quando la cattiva stagione non permetteva di svernare sul Volubrio. Divenne proprietà della famiglia Serafini durante l'ultimo secolo, ed è tutt'oggi abitazione privata. Sul tetto è ancora possibile scorgere il campanile a vela della cappellina originariamente inglobata nel'edificio.
- Ponte antico sul Tenna: situato in località Tre Ponti dietro al vecchio stabilimento della Tinnea, è oggi abbandonato e ricoperto di vegetazione.

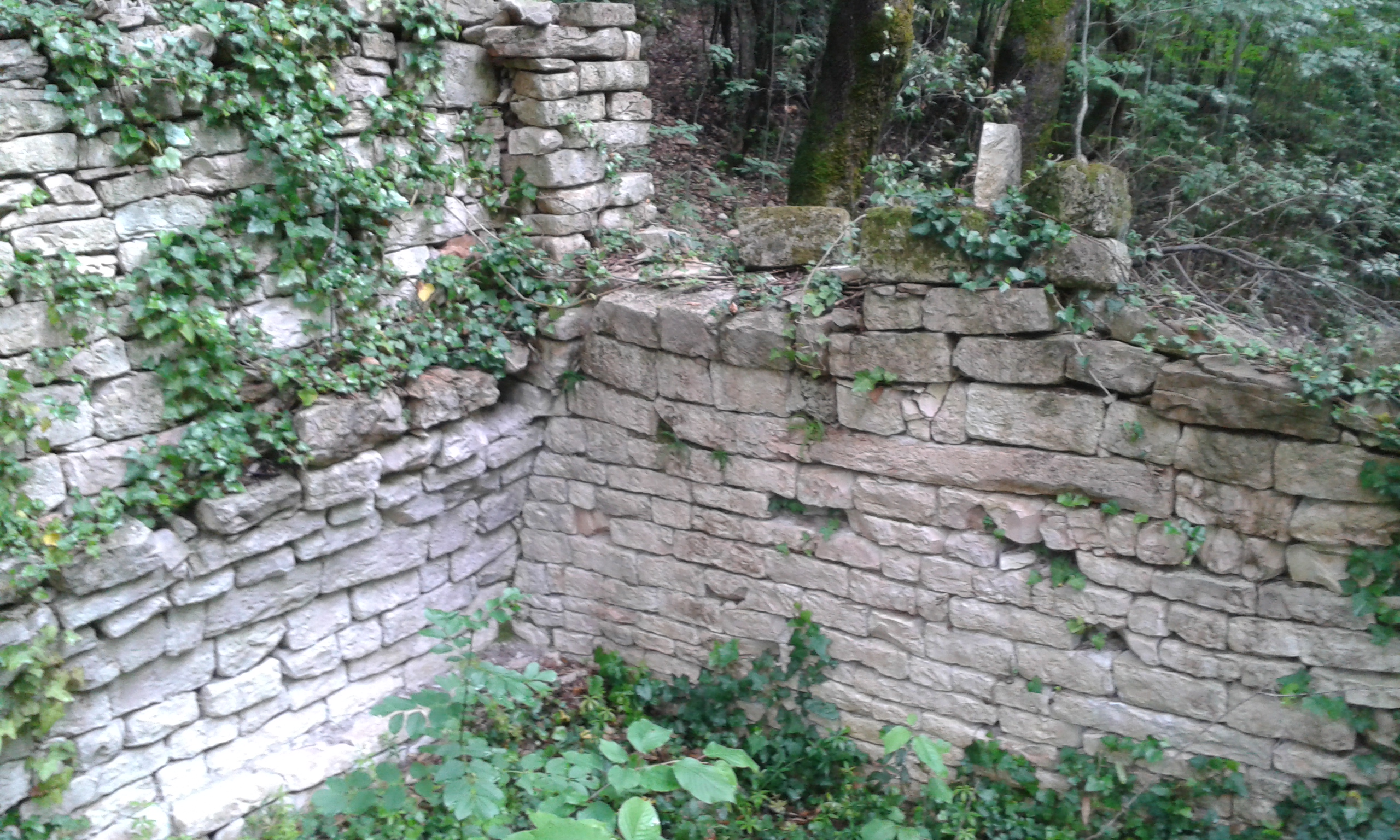
Ruderi dell'antica Chiesa di San Chiodo nel bosco

- Ruderi della chiesa di S. Giovanni ai Ponti. Questa era l'antica chiesa cimiteriale di Montefortino (si crede sia stato qui seppellito anche l'artista Fortunato Duranti), posta sulla sponda sinistra del torrente Cossudro, vicino alla confluenza nel Tenna. Seguendo la strada che da Montefortino conduce a Sossasso è possibile scorgere sulla destra, dopo il ponte sul Cossudro, delimitata all'interno di una proprietà privata, i resti della facciata della chiesa, che è tutto quel che resta del vecchio complesso cimiteriale. Scendendo lungo il torrente è possibile ancora vedere qualche resto di muratura che era probabilmente il vecchio ponte di pietra.
- Ruderi del mulino sul Vetremastro (identificato dagli abitanti come "Mulino di Ciola"), situato lungo il torrente a monte della frazione Regattola. Altri resti di vecchi mulini si trovano anche sul torrente Cossudro (presso la frazione Incino).
- Resti della chiesa di Santa Maria de Marte. Antica chiesa oggi completamente scomparsa che era posta ai piedi del Colmartese, probabilmente sorta su un antico tempio pagano dedicato a Marte. Il Colmartese (cioè "Colle di Marte") è storicamente legato ai culti del dio pagano, probabilmente giunti nella zona in seguito alla centuriazione. Anche il toponimo della frazione di Campo d'Arte, derivato da "Campo Marte", contribuisce ad avallare questa tesi.

- Ruderi della chiesa di S. Chiodo. Incastrata tra le alte pareti rocciose della Valleria e del Monte Pizzo, poco più a valle delle Gole dell'Infernaccio, lungo la sponda sinistra del fiume Tenna, sorgeva in tempi immemorabili la leggendaria chiesa di San Claudio (comunemente detta San Chiodo). Secondo i racconti degli abitanti che ne conservano memoria, in quella zona dovevano esserci dei prati destinati al pascolo del bestiame, tanto che fino agli inizi degli anni ottanta la struttura che un tempo fu la chiesa era adibita a rifugio per il bestiame, prima di essere completamente abbandonata e smantellata per il recupero di materiali. Oggi la zona è immersa in un folto bosco ed è quasi inaccessibile, tanto che si potrebbe far fatica a credere che un tempo fosse un luogo quotidianamente frequentato; dell'edificio resta invece solo un rudere ricoperto dalla vegetazione. Dell'utilizzo della struttura come chiesa non si hanno fonti né memorie dirette, ma la tradizione orale vuole che quella struttura fu la chiesa di S.Chiodo, e in effetti alcuni particolari di costruzione ancora visibili lasciano intendere che non si trattasse di un semplice casale di montagna.

### Luoghi di interesse naturalistico
Tutto il territorio comunale è immerso nella natura: tra torrenti, boschi, colline, poggi rocciosi. Lungo la valle dell'Aso si trova il lago artificiale di Gerosa (a cavallo tra i territori di Montefortino, Comunanza e Montemonaco).
Ma le principali attrattive naturalistiche sono concentrate nell'area montana occidentale:
- Gole dell'Infernaccio e sorgenti del Tenna (Capotenna), e gli altri luoghi da qui raggiungibili quali le molteplici cascate del torrente Rio, il Monte Priora, il Tempio della Sibilla (conformazione rocciosa a forma d'arco)
- Balzo Rosso (M.Amandola - Castel Manardo)
- Sorgenti dell'Ambro, costituite da una piccola grotta da cui sgorgano le acque sorgive
- Sorgenti dell'Acqua Arva, sopra al Santuario della Madonna dell'Ambro; e il vicino Prato Porfidia: un pianoro che è un terrazzo panoramico sulla valle dell'Ambro. Gli anziani di Vetice raccontano che quando si trascorre la notte dormendo su detto prato ci si risveglia con la schiena piena di puntini rossi.

## Società

### Evoluzione demografica
Abitanti censiti

### Geografia antropica
La popolazione al 31-12-2015 è così ripartita:
- Centro: 421
- Santa Lucia,89;
- Serra,44;
- Collina,21;
- Arato,19;
- Lontignano,15;
- Teglia,10;
- Regattola,37;
- Bussonico,34;
- Vetice,30;
- Sossasso,21;
- Rubbiano,13;
- Piedivalle,30;
- Cerretana,35;
- Montazzolino,49;

il resto della popolazione vive in frazioni con meno di 10 abitanti.

### Istituzioni, enti e associazioni
- Associazione Giovanile " L'onda "
- C.A.I.
- U.N.I.T.A.L.S.I.
- Centro Studi Fortunato Duranti

## Cultura
- Pinacoteca civica Fortunato Duranti

## Amministrazione
| Periodo           | Periodo           | Primo cittadino     | Partito                             | Carica                  | Note          |
| ----------------- | ----------------- | ------------------- | ----------------------------------- | ----------------------- | ------------- |
| 27 giugno 1985    | 21 maggio 1990    | Lando Siliquini     | Democrazia Cristiana                | Sindaco                 | [ 16 ]        |
| 21 maggio 1990    | 24 aprile 1995    | Lando Siliquini     | Democrazia Cristiana                | Sindaco                 | [ 16 ]        |
| 24 aprile 1995    | 14 giugno 1999    | Domenico Ciaffaroni | Lista civica                        | Sindaco                 | [ 16 ]        |
| 14 giugno 1999    | 15 giugno 2004    | Domenico Ciaffaroni | Lista civica                        | Sindaco                 | [ 16 ]        |
| 15 giugno 2004    | 5 aprile 2005     | Aurora Monaldi      |                                     | Commissario prefettizio | [ 16 ] [ 17 ] |
| 5 aprile 2005     | 28 marzo 2010     | Lando Siliquini     | Lista civica                        | Sindaco                 | [ 16 ]        |
| 30 marzo 2010     | 1º giugno 2015    | Domenico Ciaffaroni | Lista civica                        | Sindaco                 | [ 16 ]        |
| 1º giugno 2015    | 22 settembre 2020 | Domenico Ciaffaroni | Lista civica Uniti per Montefortino | Sindaco                 | [ 16 ]        |
| 22 settembre 2020 | in carica         | Domenico Ciaffaroni | Lista civica Uniti per Montefortino | Sindaco                 | [ 16 ] [ 18 ] |

### Altre informazioni amministrative
Il comune fa parte della Comunità montana dei Sibillini.

## Sport

### Calcio
Nel 2004 nel paese è nato il Montefortino A.S. e nel 2006 l'Aeterna Fortinese, ma la prima ha cessato l'attività nel 2008 e la seconda nel 2007, entrambe le squadre hanno sempre disputato la Terza Categoria.

### Escursionismo
Ogni anno la sezione di Montefortino del C.A.I. promuove uscite in montagna, sia estive che invernali, aperte a tutti, per diversi gradi di esperienza e difficoltà.

## Galleria d'immagini

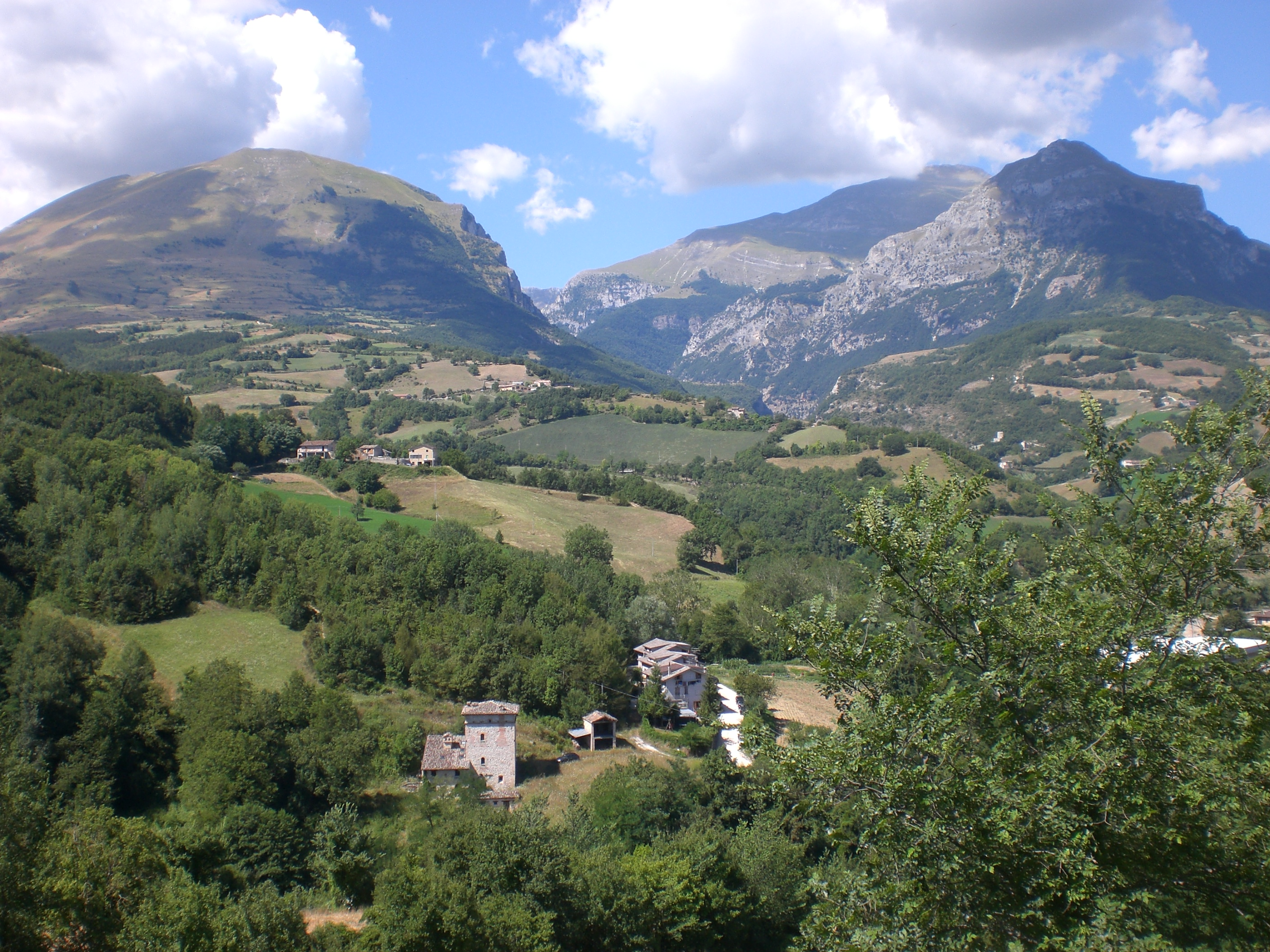
Veduta sui Monti Sibilla e Priora
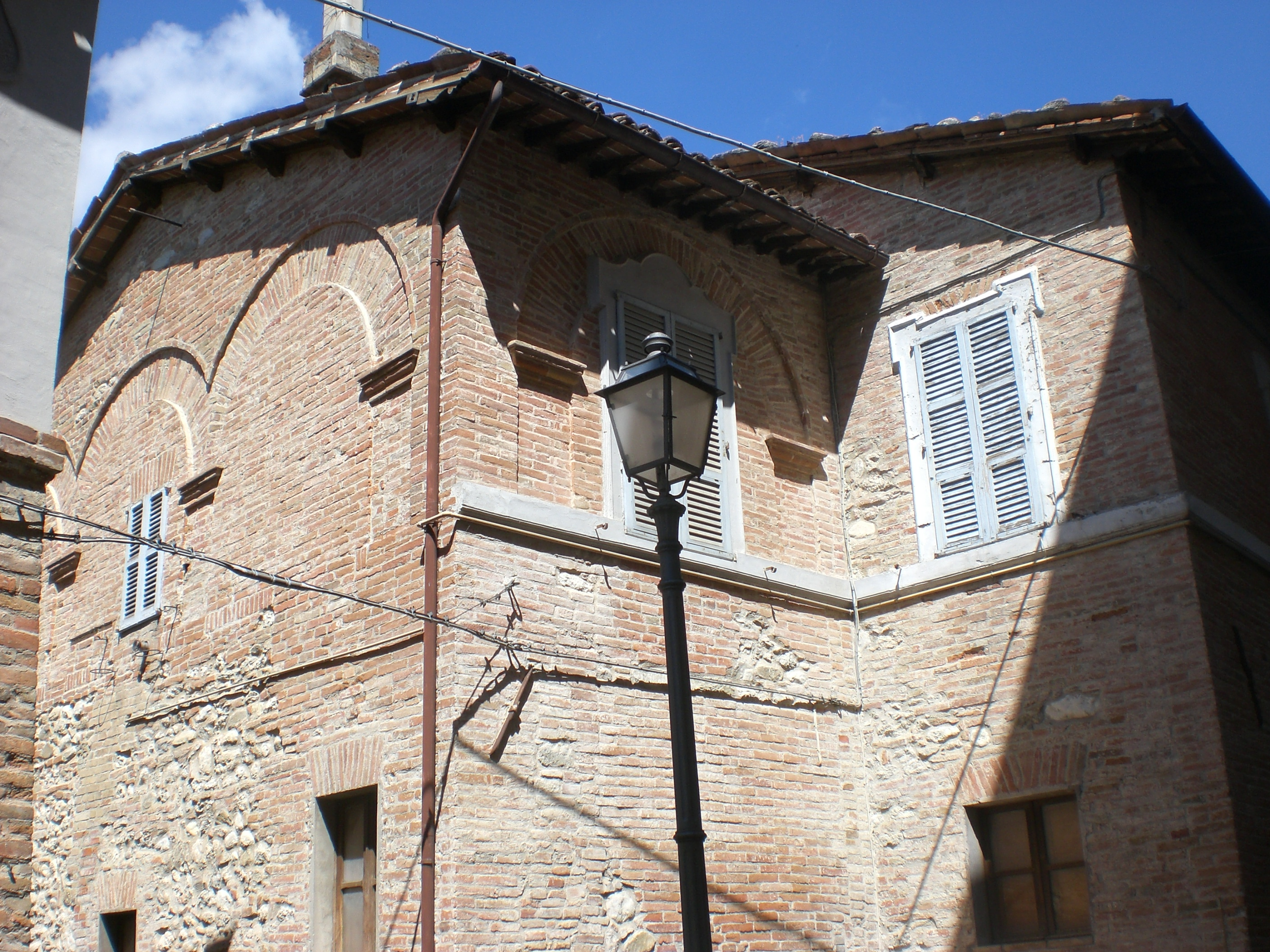
Antiche case
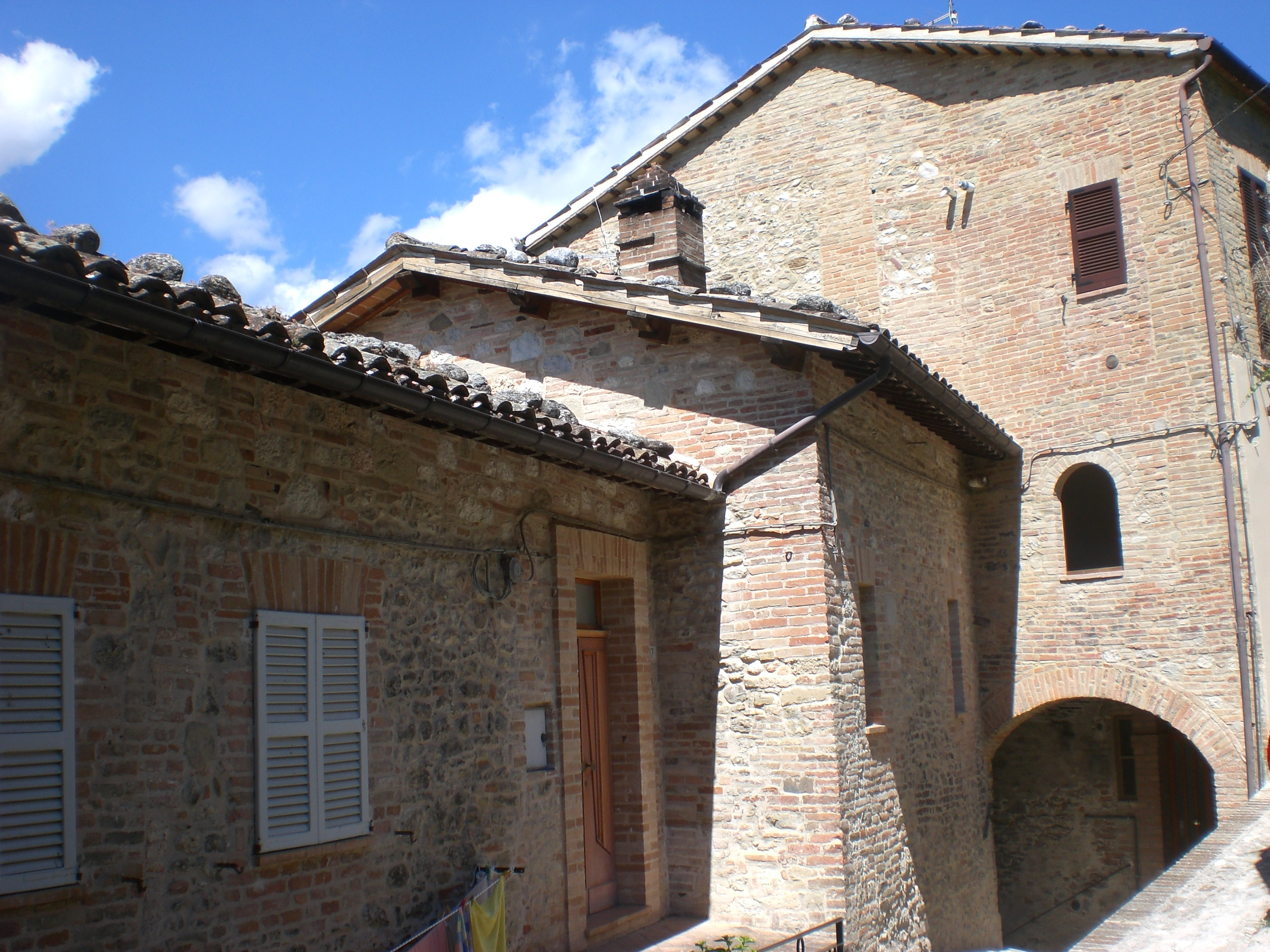
Antiche case
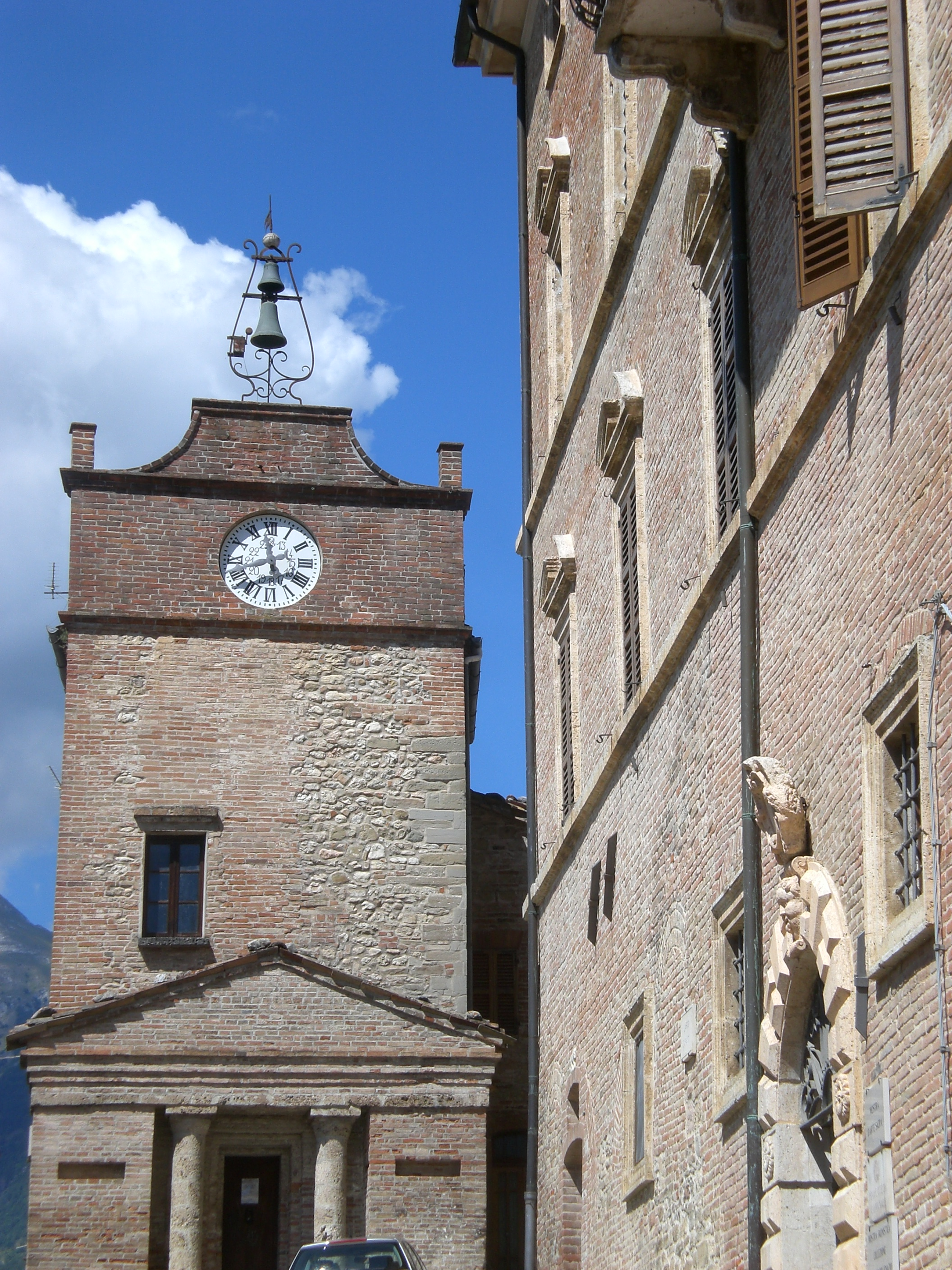
Tempietto dell'Orologio
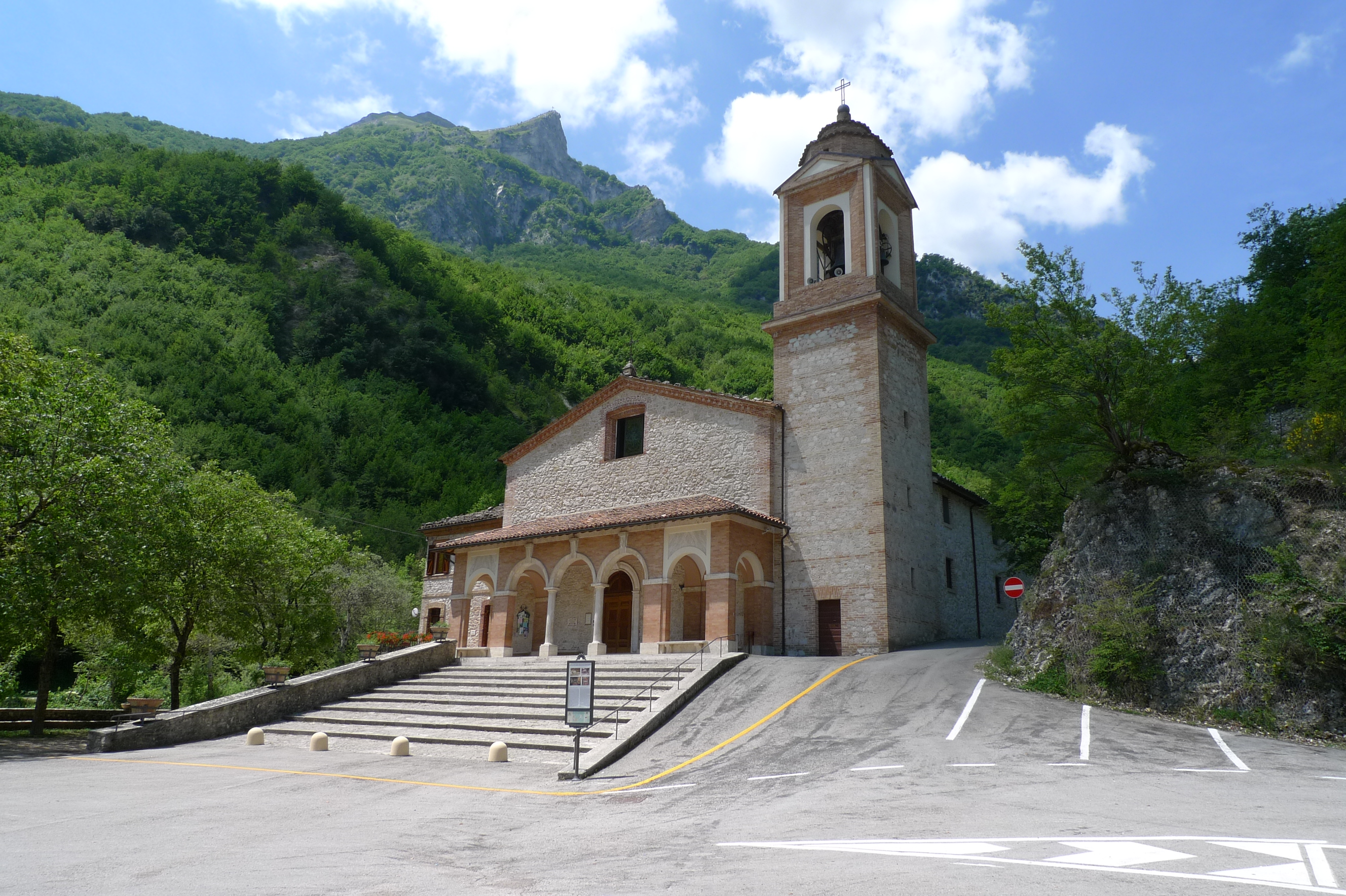
Santuario della Madonna dell'Ambro
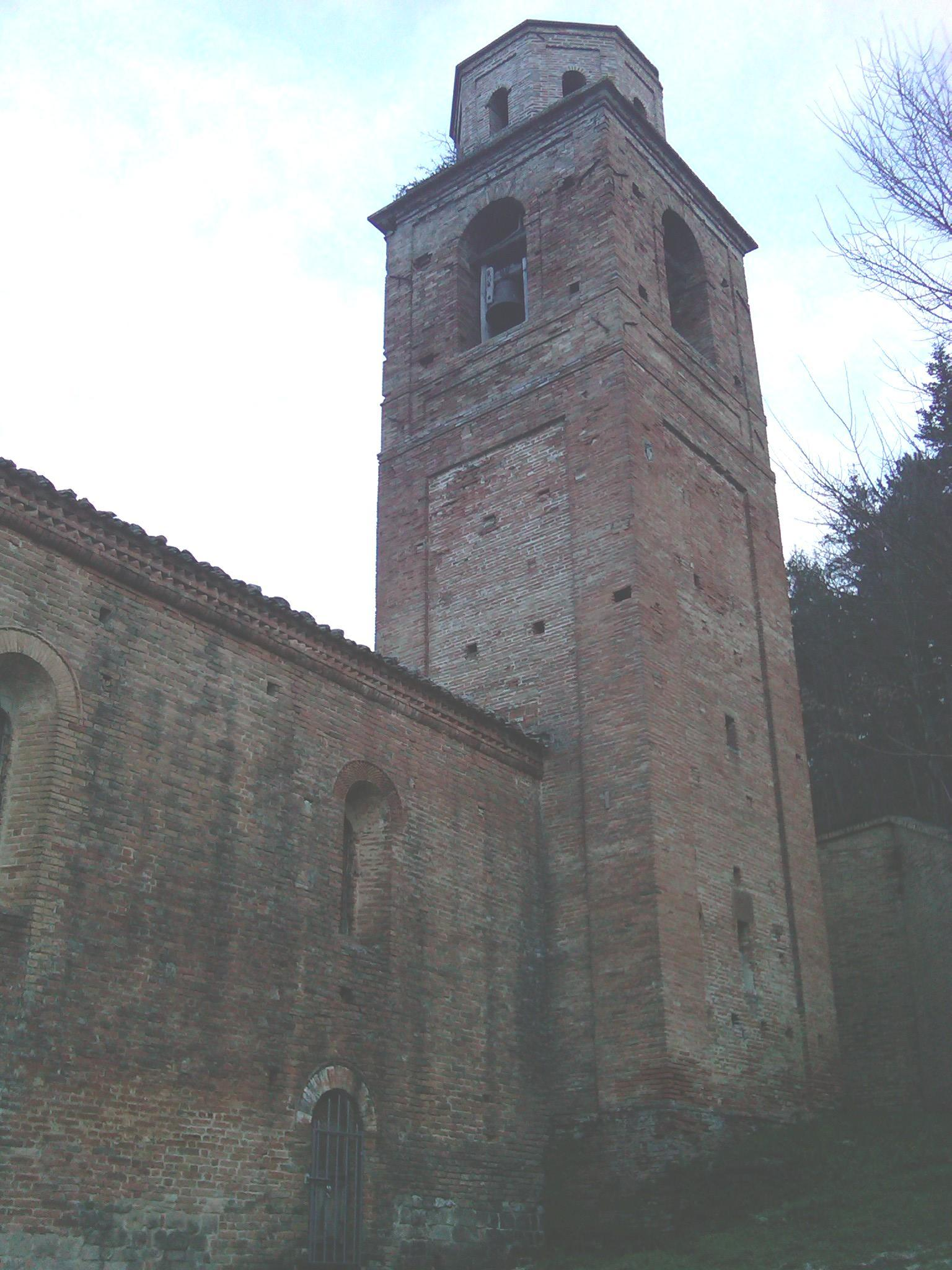
Chiesa di Sant'Agostino
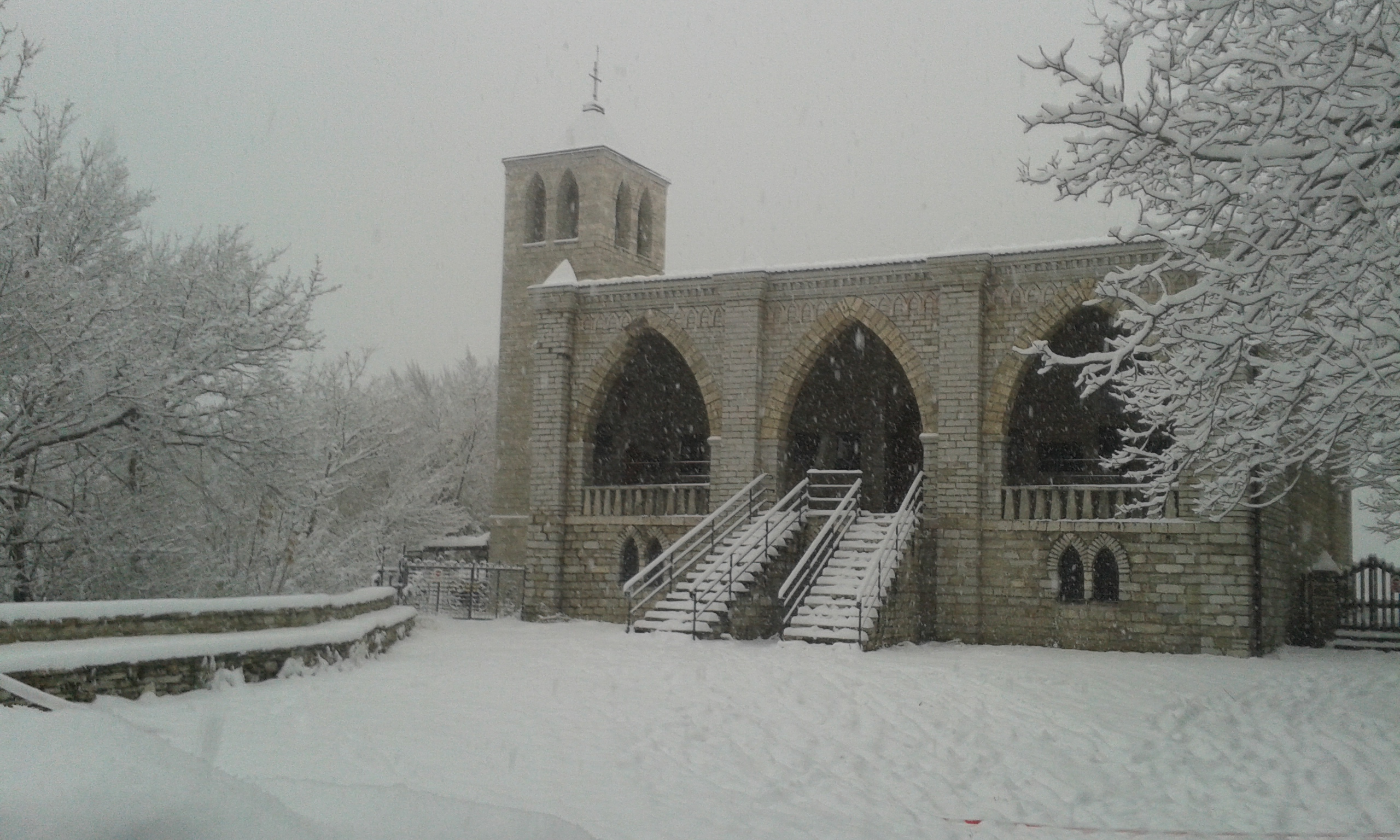
Eremo di San Leonardo al Volubrio
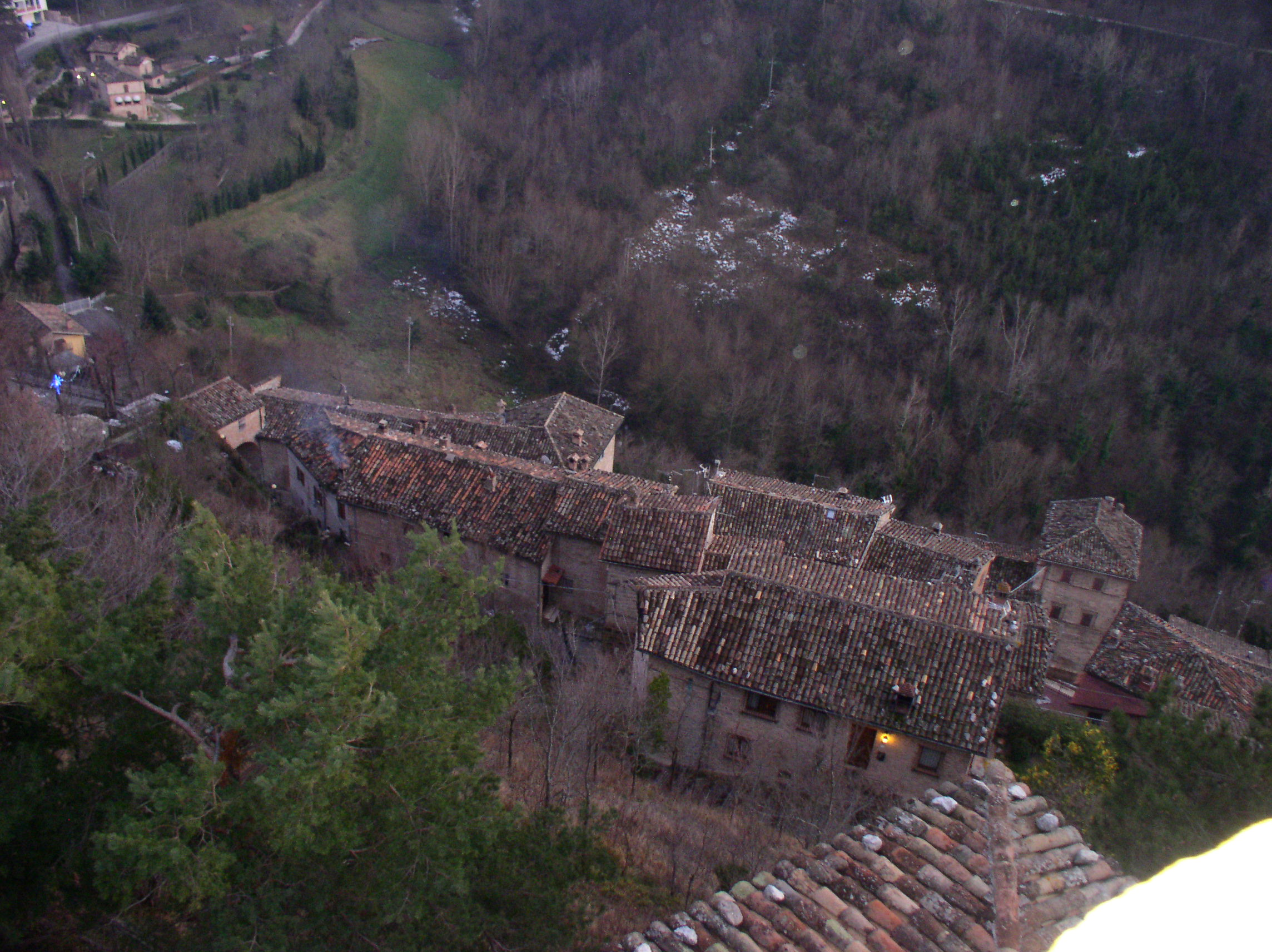
Borgo vecchio visto dall'alto
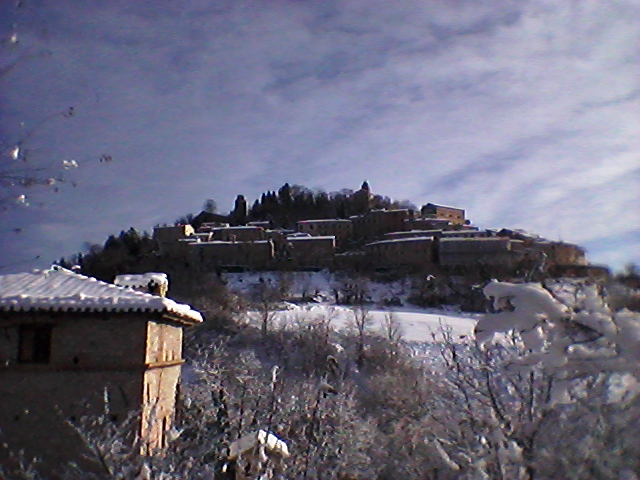
Il paese innevato visto dalla casa torre della Peschiera
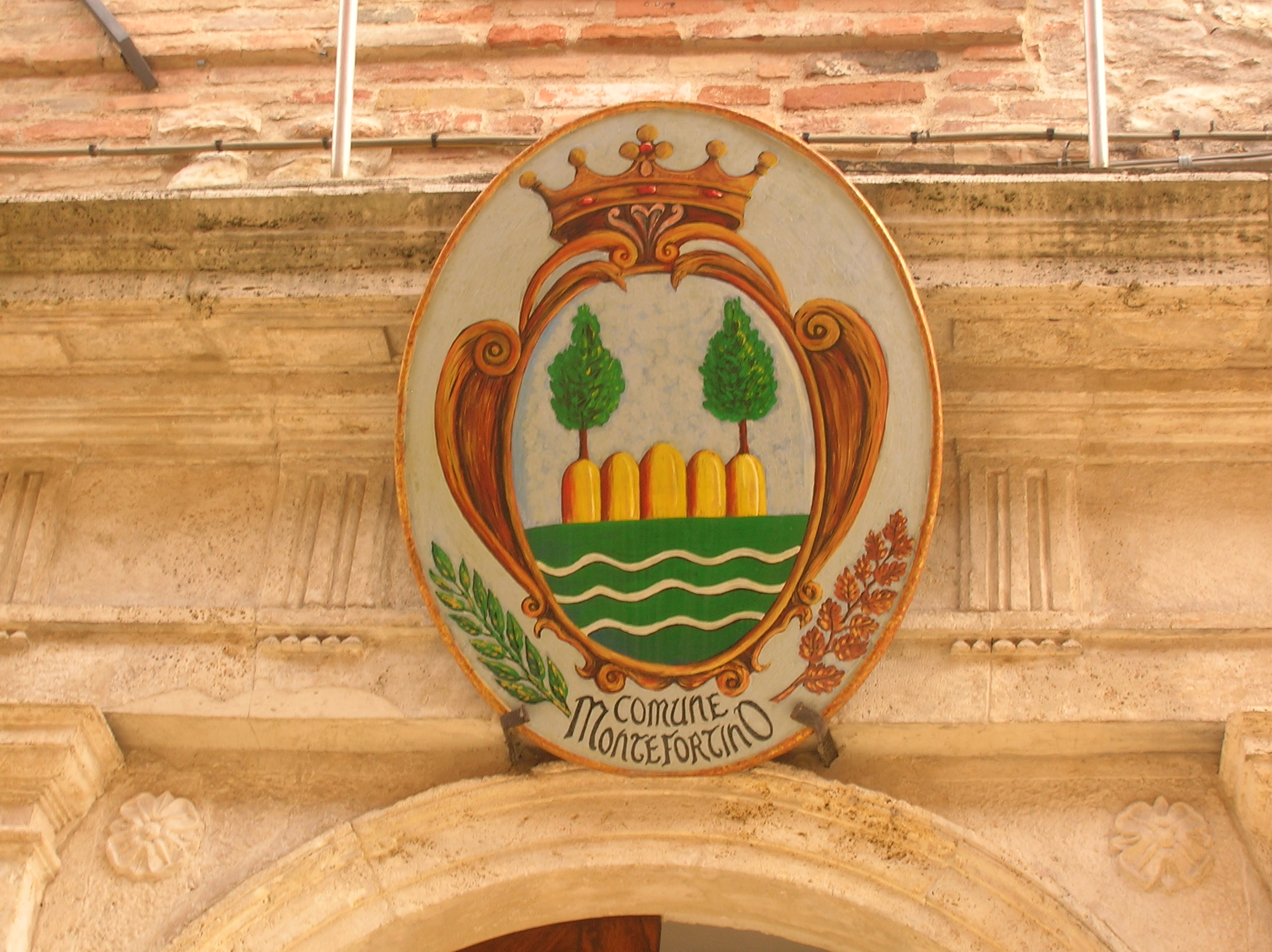
Stemma comunale
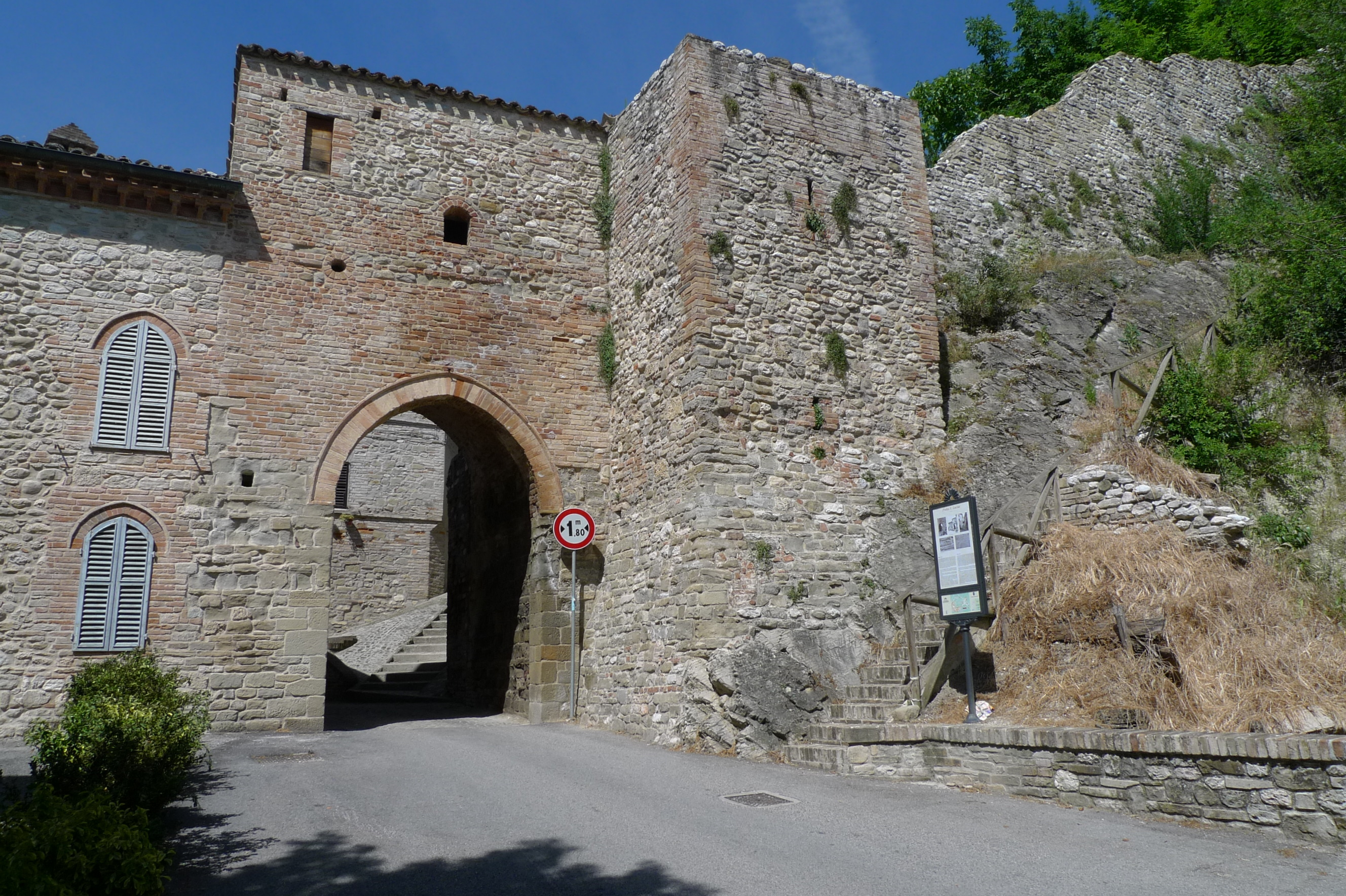
Porta S. Lucia, ingresso orientale al centro storico
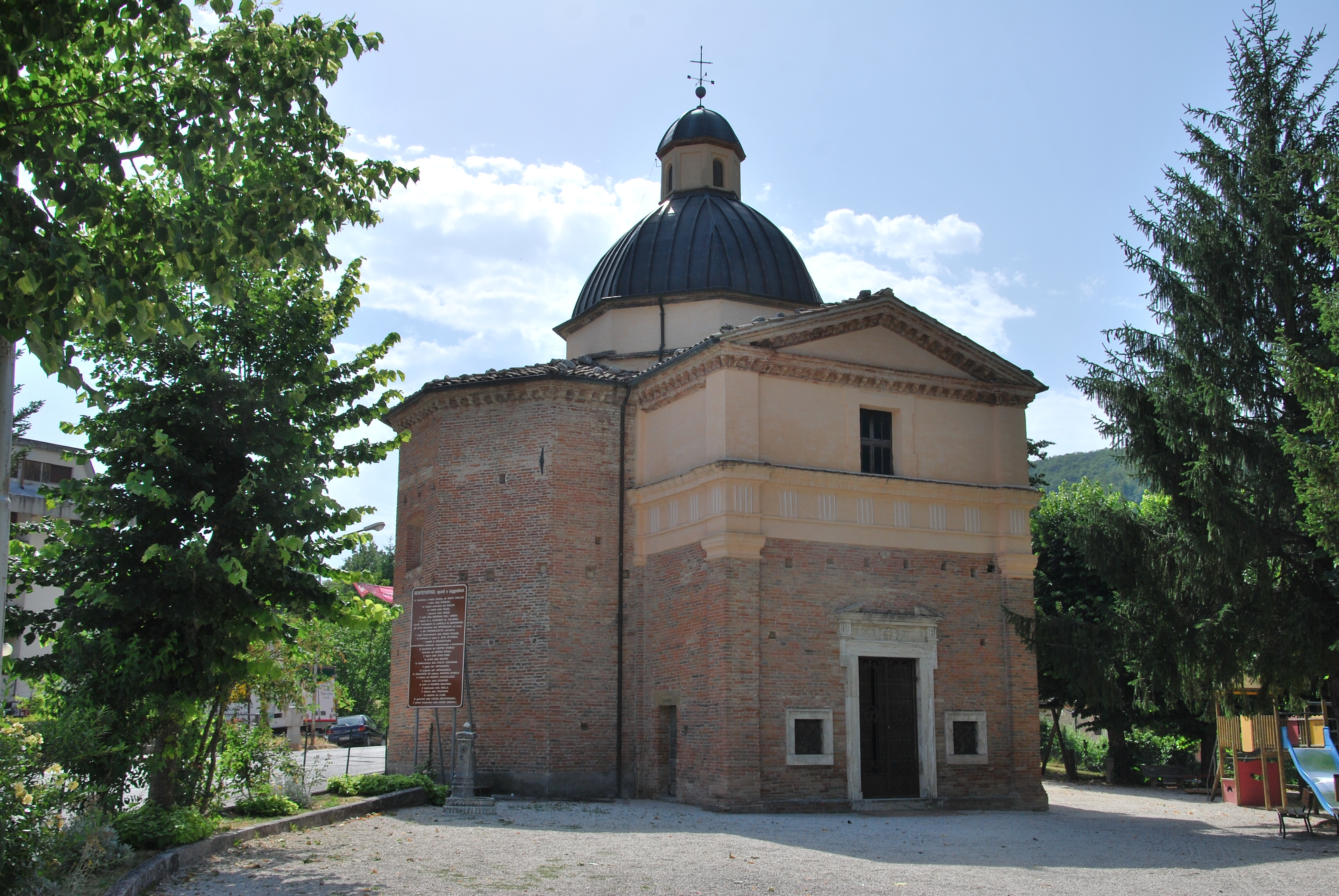
Chiesa della Madonna del Fonte, presso i giardini pubblici
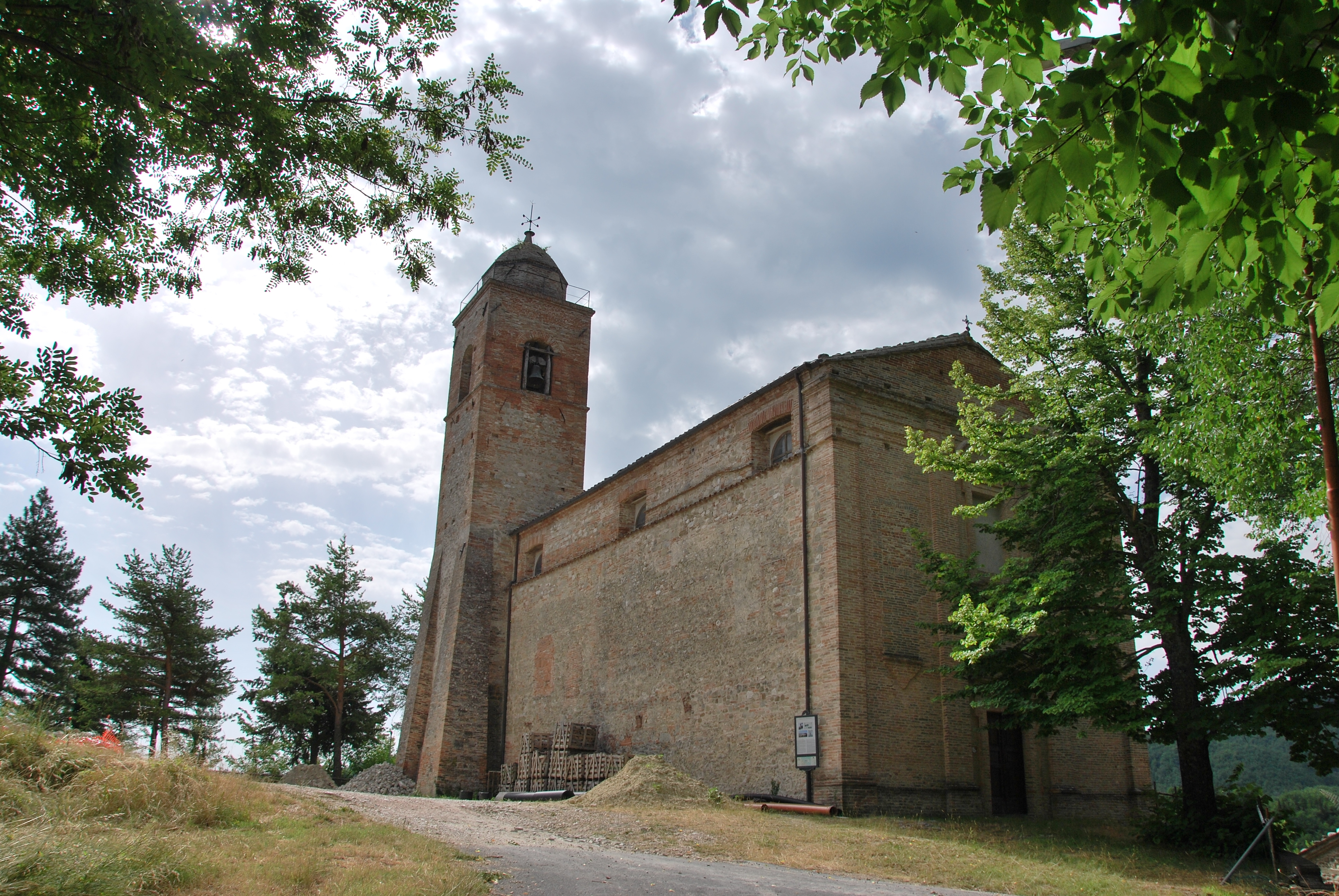
Chiesa di S.Francesco in cima al paese
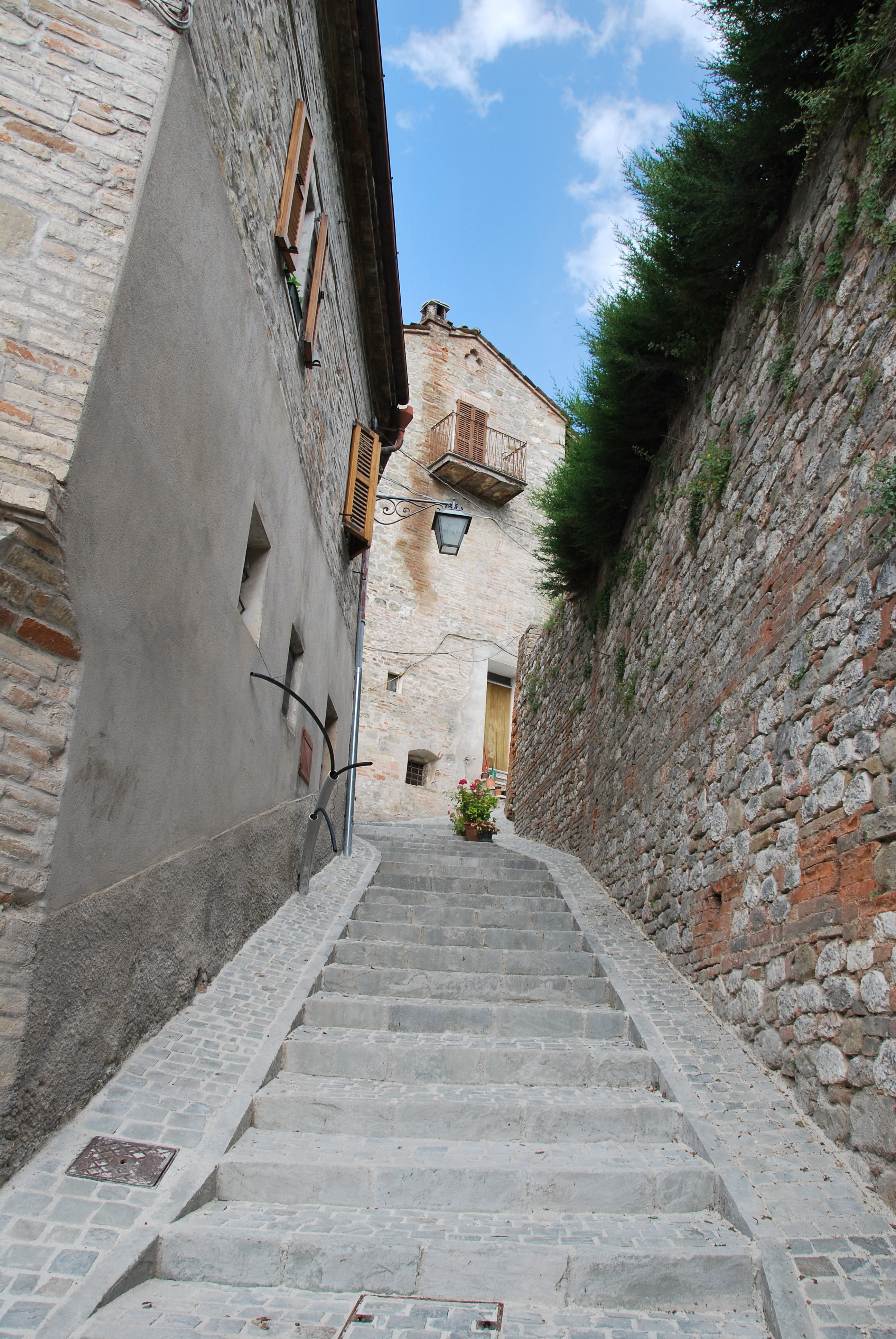
Via dei Tiratori, il vicolo che sale di fianco a Porta S.Lucia. Il nome fa riferimento probabilmente ai fucilieri o arcieri posti a guardia delle mura.
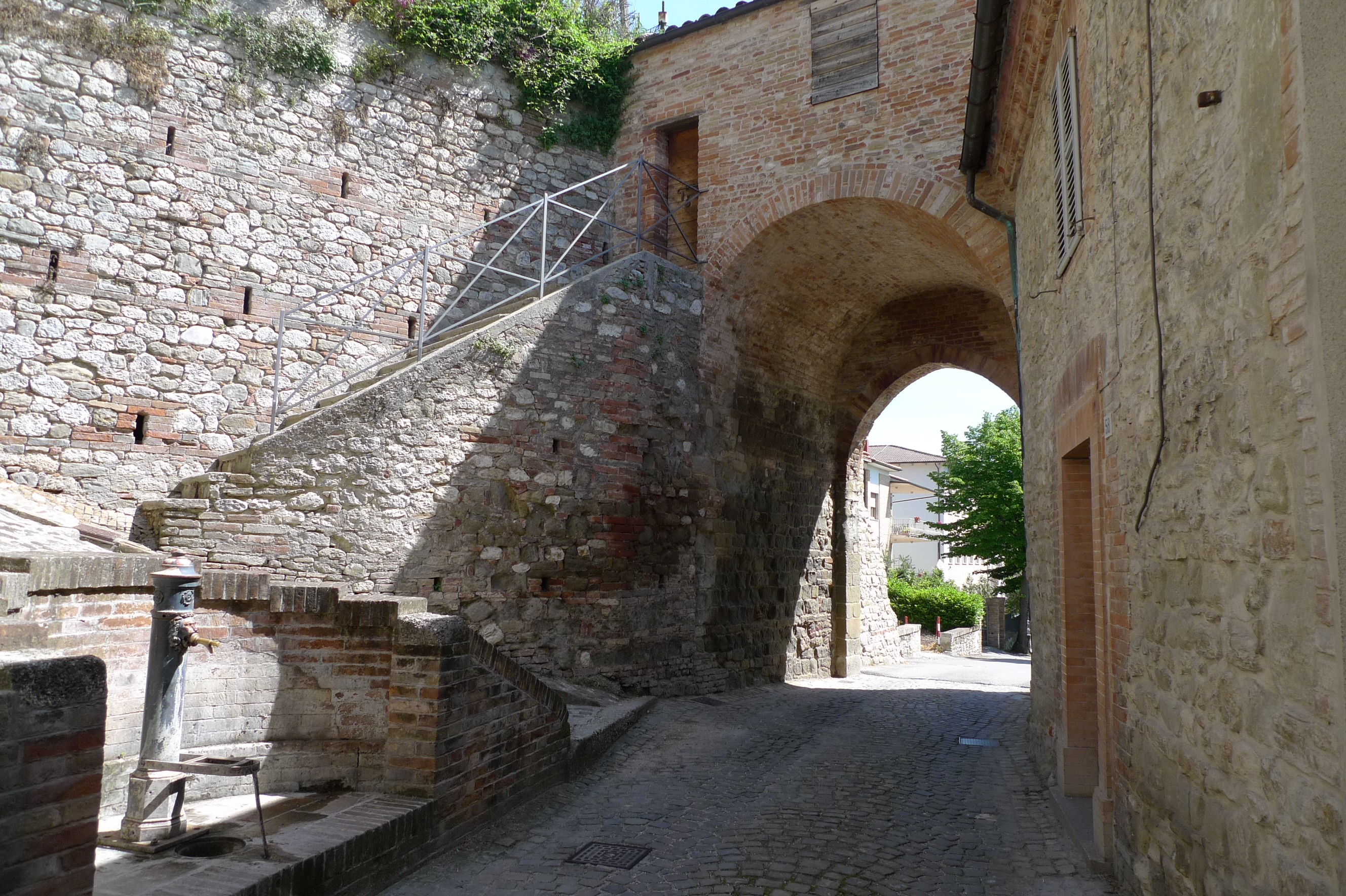
Interno di Porta S.Lucia, con la scalinata che sale alle feritoie
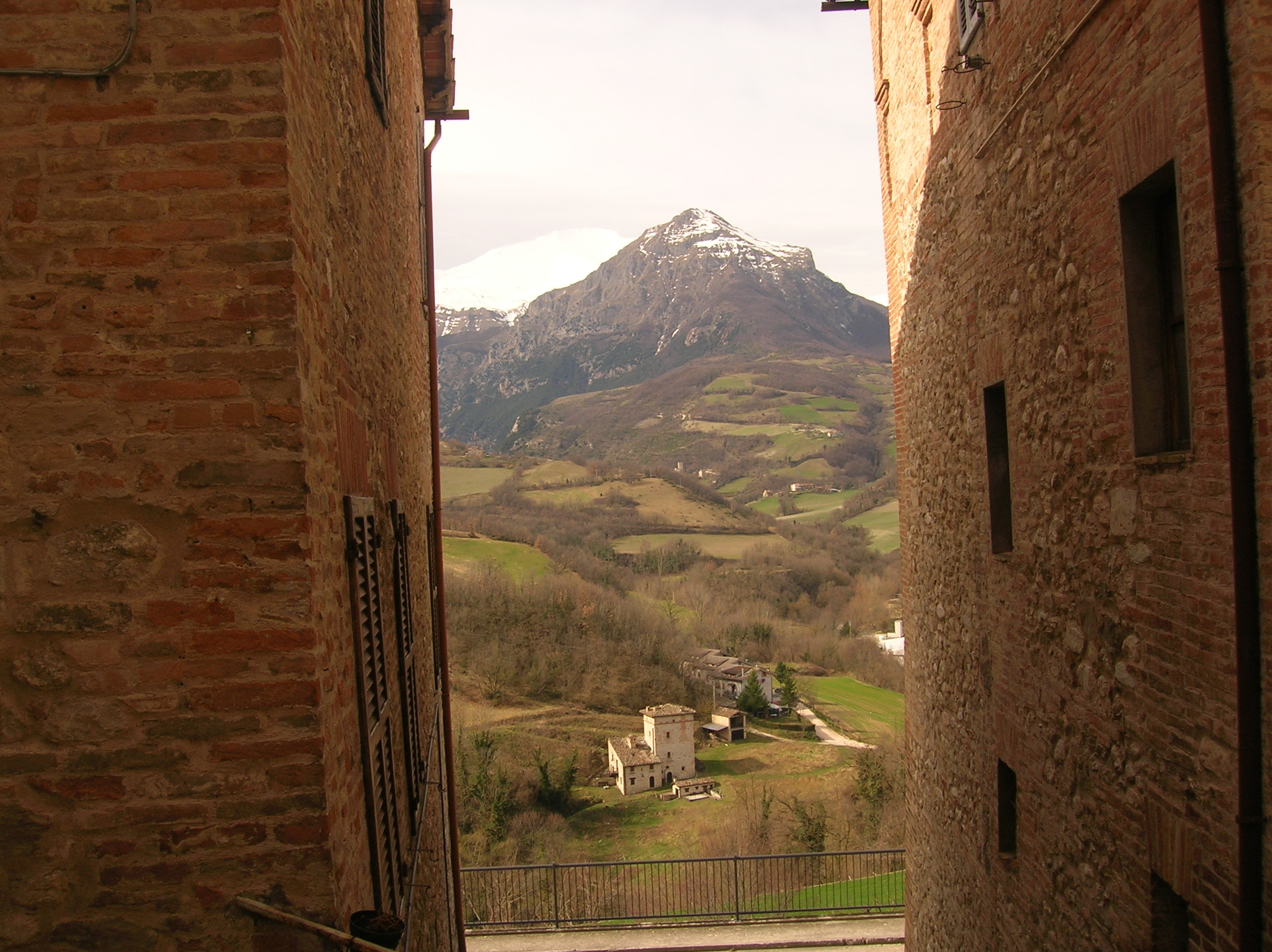
Vista su Monte Pizzo (Monte Priora) in uno scorcio di un vicolo del centro storico
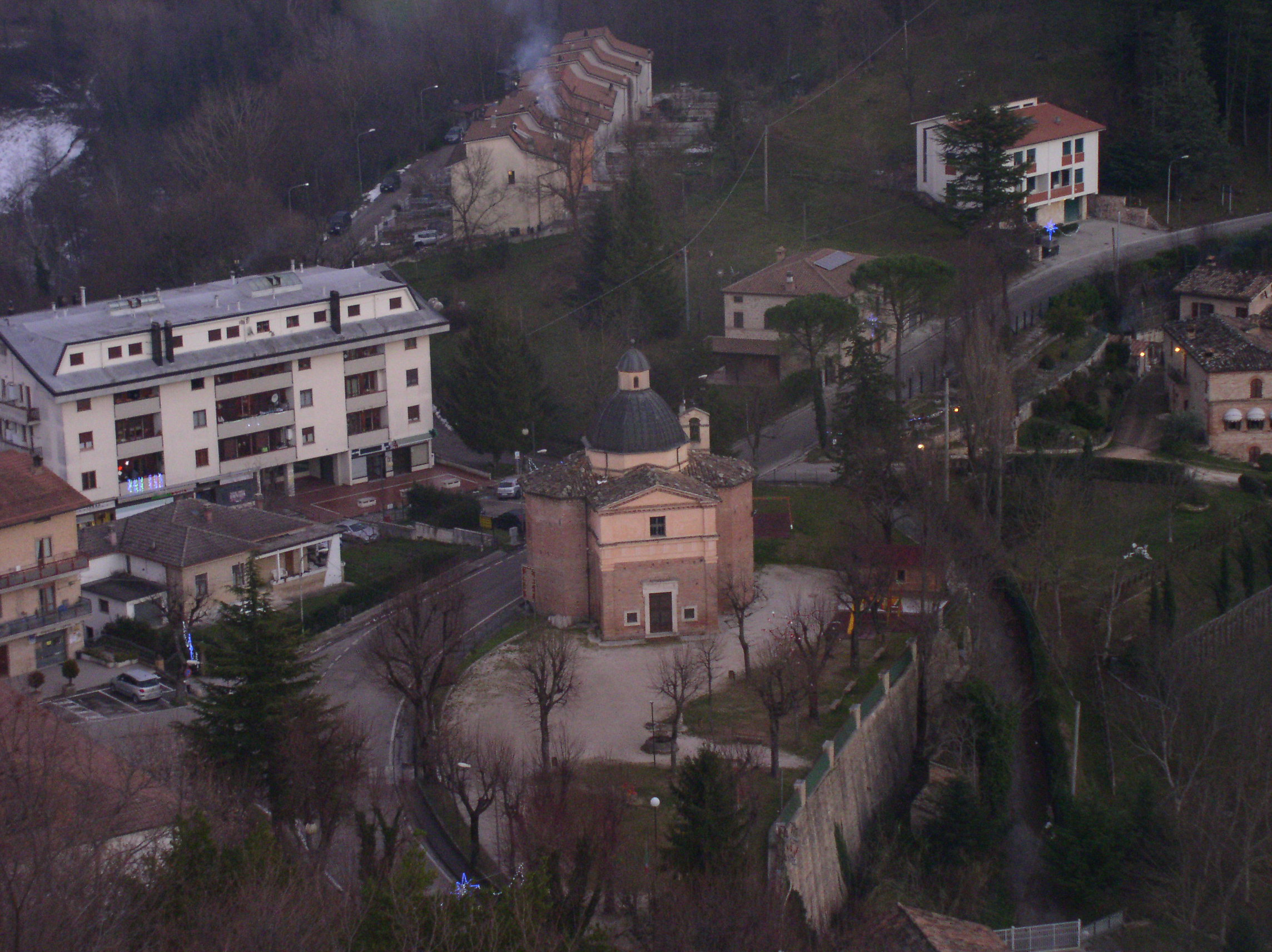
Periferia e chiesa della Madonna del Fonte presso i giardini pubblici